# Pueblo mapuche
Los mapuches (del autónimo en mapudungún mapuche) son el pueblo indígena más numeroso de Chile y Argentina. También se les llama araucanos (exónimo dado por los españoles a los indígenas que habitaban la región histórica de Arauco) y reches, especialmente en el siglo XVI.
De modo genérico, el etnónimo mapuches abarca a todos los grupos que hablaban o hablan la lengua mapuche o mapudungún, incluyendo a varios grupos surgidos de la mapuchización producida entre los siglos XVIII y XIX a través de la expansión e influencia cultural mapuche hacia las llanuras pampeanas y patagónicas de la actual Argentina. En dicho país ha existido un debate en medios de comunicación sobre si los mapuches son indígenas estrictamente originarios de la zona sur de la actual República de Chile, entre el Río Biobío y Chiloé, en el que incluso se ha disputado en torno a la denominación de «indios chilenos» que en ocasiones se les ha dado, aunque la evidencia de cultura material asociada con los mapuches al este de la Cordillera de los Andes, representada por cerámica Pitrén, El Vergel, o un entierramiento de mujer en una balsa monoxila (wampu o trolof ), muestra un registro arqueólogico prehispánico que se remonta hasta 900 años A.P. (siglo XII) en la actual provincia argentina de Neuquén. Cerámica del tipo Pitrén también ha sido fechadas en el siglo XII en Río Manso, en la actual provincia argentina de Río Negro. En la vertiente oriental de los Andes además se ha encontrado cerámica de "estilo valdiviano" (o Valdivia) que ha sido fechada en siglo XIV en Neuquén, mientras que piezas del mismo estilo pudieran remontarse al siglo XVI en el sitio Tapera Moreira, en La Pampa, según la opinión de Tom Dillehay.

Límites prehispánicos de la agricultura araucana, esta se extendía desde Valparaíso hasta Chiloé.

A la llegada de los conquistadores españoles en el siglo XVI, éstos se los encontraron entre el valle de Aconcagua y el centro de la isla Grande de Chiloé, en el actual territorio chileno, mientras que en ese siglo no exploraron ni conquistaron la vertiente oriental de los Andes en Neuquén o Río Negro, en el actual territorio argentino. Los grupos septentrionales en Chile, llamados picunches por los historiadores, se hallaban parcialmente bajo el dominio o influidos por el Imperio inca y en su mayoría fueron sometidos a los conquistadores; pero los que vivían en el territorio al sur del río Maule, grupo denominado promaucaes en las fuentes españolas tempranas, se enfrentaron con éxito a los incas en la batalla del Maule. La resistencia a los españoles en la Guerra de Arauco se hizo duradera al sur del Río Biobío, en la que desarrollaron un destacado dominio del caballo, que llegó a ser un importante factor en el desarrollo de su cultura. Desde mediados del siglo XVII se establecieron fronteras y periódicos acuerdos de paz (parlamentos).
A fines del siglo XIX, fueron sometidos por Chile y Argentina a través de las campañas militares conocidas, eufemísticamente, como "Pacificación de la Araucanía" y "Conquista del Desierto". Esto significó la muerte de miles de personas y la pérdida de territorio, ya que fueron desplazados hacia terrenos de menor extensión denominados "reducciones" o "reservaciones", y el resto de las tierras se declaró fiscal y fue subastado. En los siglos XX y XXI, han vivido un proceso de aculturación y asimilación a las sociedades de ambos países y existen manifestaciones de resistencia cultural y conflictos por la propiedad de la tierra, el reconocimiento de sus organizaciones y el ejercicio de su cultura.

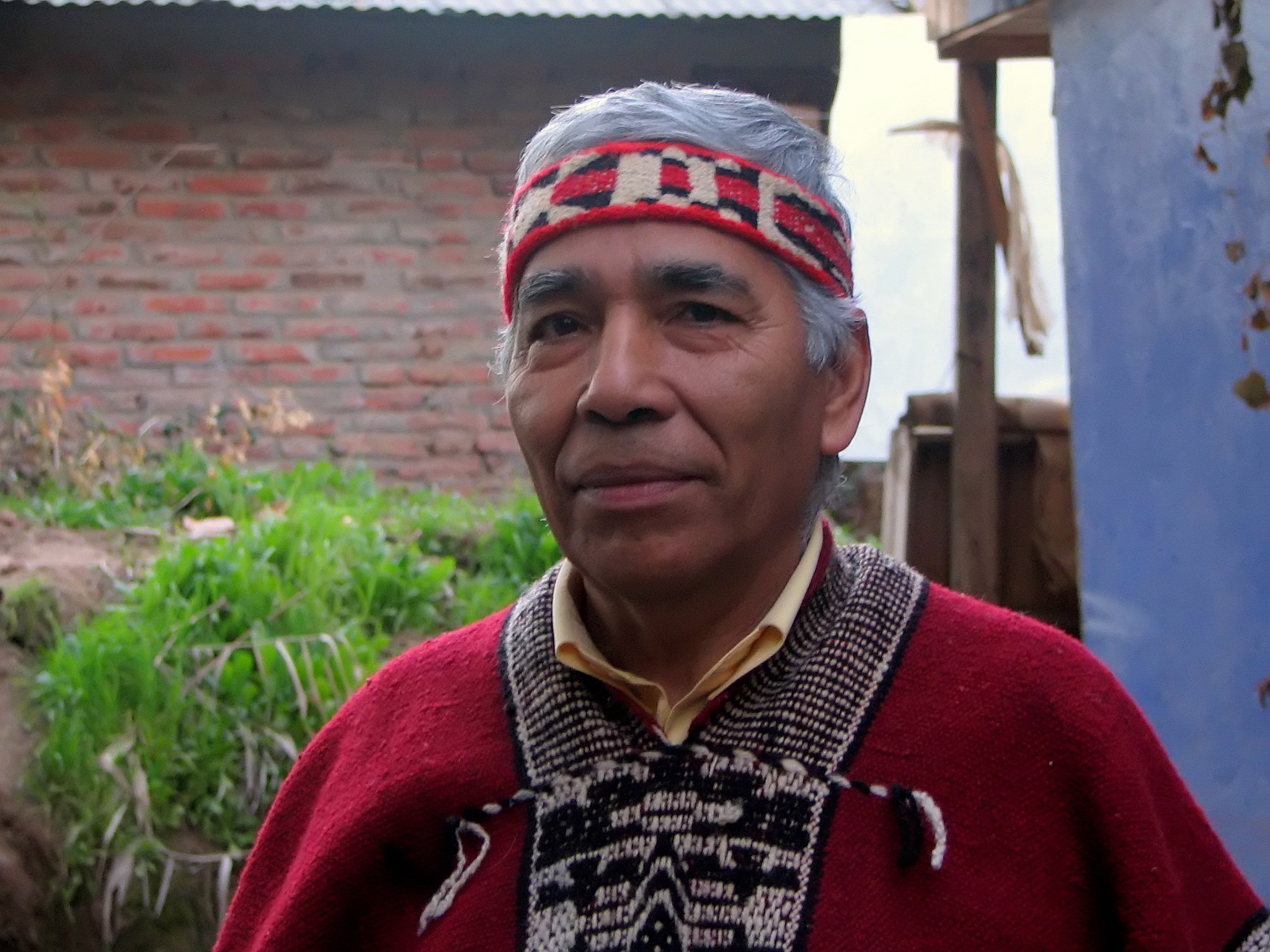
Hombre mapuche de Talca, Chile.

El sistema económico tradicional, basado en la caza y la horticultura, dio paso a una economía agrícola y ganadera en los siglos XVIII y XIX, convirtiéndose en un pueblo campesino luego de la radicación forzosa en terrenos asignados por Chile y Argentina, que actualmente presenta una gran fragmentación cultural, una subdivisión de la propiedad y una migración hacia las grandes ciudades por parte de las generaciones más jóvenes, de modo que la población es mayoritariamente urbana, la cual vive principalmente en Santiago de Chile y Temuco, aunque vinculada en diferentes grados con sus comunidades de origen.
La población mapuche sufre discriminación racial y social en sus relaciones con el resto de la sociedad de Chile y Argentina, lo que se manifiesta en menores índices de educación e ingresos y mayor desempleo. Según estadísticas oficiales, sus índices de pobreza son mayores que el promedio nacional chileno. Tanto en Argentina como en Chile, algunas iniciativas de recuperación de sus tierras históricas se han encontrado con la negativa de gobiernos, empresas e individuos particulares.

## Etimología
Desde el siglo XVIII, el nombre que ellos mismos se dan en su lengua es mapuche o mapunche (mapu 'tierra, país' y che, 'persona, gente'; es decir, "gente de la tierra", "nativo").
En algunas partes se usan los términos mapuche y mapunche con leves diferencias de significado. Hasta el siglo XVIII, habría existido entre los integrantes de esta etnia la autodenominación che, 'gente' o reche 'gente verdadera'. A la población de origen europeo, por contra, la llaman wingka. 
La denominación aucas procedería de la palabra quechua awqa, 'salvaje' o 'rebelde', 'enemigo', que les habría sido dada por los incas o por los españoles. Según los cronistas, los incas ya habían denominado purumauca a la población que habitaba el sur del río Cachapoal, y los españoles solo habrían adoptado la denominación «auca» para referirse a ella.
La designación araucanos ha predominado en la historiografía para el periodo que abarca desde los primeros contactos con los españoles hasta aproximadamente el siglo XIX, y sigue teniendo uso, pero no es aceptada por los mapuches. El nombre «araucano» puede ser un gentilicio de «Arauco», denominación que para los españoles tenía la tierra que habitaban en forma independiente, cuya etimología es discutida. Se ha postulado que «Arauco» podría derivar de una castellanización de la palabra mapuche ragko, 'agua gredosa', que los españoles habrían usado para los habitantes de un sitio llamado así y que luego por metonimia se habría extendido a todos los restantes pueblos del área; de hecho, actualmente la tierra próxima a Concepción al sur del Biobío sigue llamándose provincia de Arauco.
Los mapuches rechazan el uso del nombre «araucano» por ser una denominación ajena otorgada por sus enemigos. Sin embargo, la palabra awqa fue adoptada por los mapuches en la forma awka con el significado de 'indómito', 'salvaje' o 'bravo' y se la aplicaron a sí mismos.

## Idioma
El mapuche, mapudungún o mapuzungún (del autoglotónimo mapudungun o mapuzugun ‘lengua de la tierra’), también llamado  araucano es el idioma de los mapuches, un pueblo amerindio que habita los actuales países de Chile y Argentina. Su número de hablantes activos se estima entre 100 000 y 200 000 y el número de hablantes pasivos en unas 100 000 personas más.

## Composición y distribución actual

### En Chile

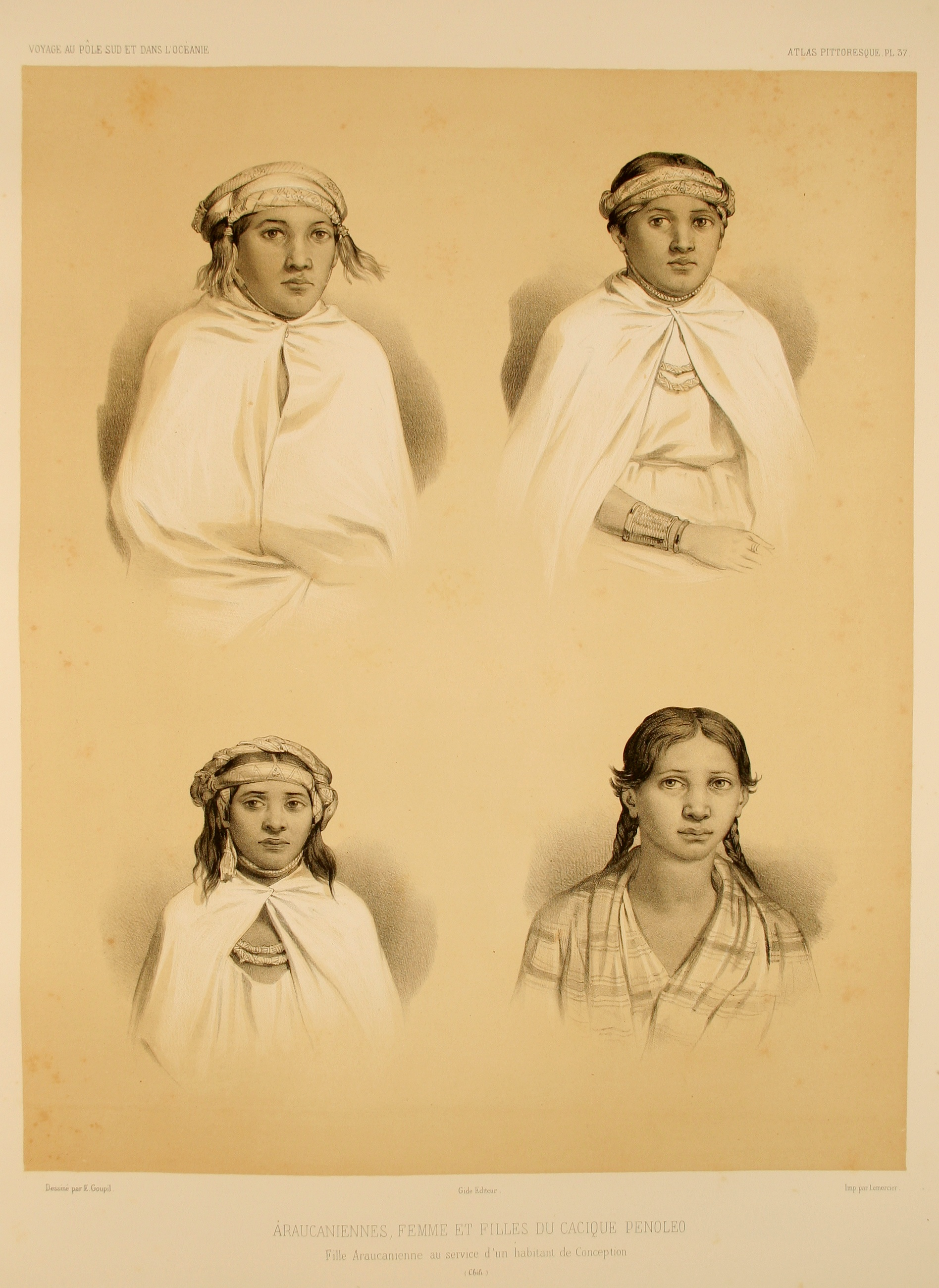
Retrato de mujeres mapuches en Concepción, dibujados por el expedicionario francés Dumont D'Urville en 1842.

Según el censo chileno de 2017, 1 745 147 habitantes se declararon pertenecientes al pueblo mapuche, un 9,93 % de la población total, lo que representa el 79,84 % de la población indígena total del país y que corresponde aproximadamente al 90 % del total de la población mapuche entre Chile y la Argentina. Los mapuches viven principalmente en la Región Metropolitana (35,23 %), seguido de la Araucanía (18%) y Los Lagos (12,65 %) y, en menor medida, en las regiones de Biobío (9,10 %), Los Ríos (5,34 %) y Valparaíso (5,31 %).

### En Argentina
En Argentina, los mapuches son el pueblo indígena más numeroso, aunque su población es aproximadamente diez veces menor si se la compara con la de Chile.
A partir de la Encuesta Complementaria de Pueblos Indígenas (ECPI) 2004-2005, llevada a cabo por el Estado argentino a través del Instituto Nacional de Estadística y Censos (INDEC), se calculó que casi 105 000 personas son descendientes en primera generación del pueblo mapuche. El 73 % de ellas vive en las provincias de Chubut, Neuquén y Río Negro.
Según la ECPI, se autorreconocieron 78 534 mapuches en las provincias de Chubut, Neuquén, Río Negro, Santa Cruz y Tierra del Fuego, de los cuales 13 237 vivían en comunidades indígenas. En la Ciudad Autónoma de Buenos Aires y los 24 partidos del Gran Buenos Aires se autorreconocieron como mapuches 9745 personas. En el interior de la provincia de Buenos Aires y en la provincia de La Pampa lo hicieron 20 527 personas, ninguno de los cuales residía en comunidad. El total del país dio como resultado 113 680 personas que se autorreconocieron mapuches, viviendo 13 430 de ellas en comunidades.
Durante la preparación del censo argentino de 2001, los representantes mapuches realizaron críticas sobre su diseño y realización por no garantizar una participación adecuada de los pueblos originarios, reproducir el estereotipo prejuicioso de «el indígena», subestimar la migración mapuche hacia las ciudades y apoyarse en funcionarios que incumplían los compromisos jurídicos y políticos.
La Comisión de Juristas Indígenas en Argentina (CJIA) presentó un recurso de amparo en el que solicitaba la postergación del censo de 2001, alegando que no había tenido participación en las condiciones establecidas por el Convenio 169 de OIT y el artículo 75, inciso 17 de la Constitución Nacional Argentina. La controversia llegó a desencadenar una toma de las instalaciones del Instituto Nacional de Asuntos Indígenas (INAI) por parte de estos representantes.
Al realizarse el censo 2001, en algunas provincias hubo participación directa de censistas y capacitadores indígenas. Sin embargo muchos niegan su validez.
Contrariando las cifras del INDEC, una publicación oficial del gobierno argentino informó que existían 200 000 mapuches viviendo en su territorio. En cambio, otras fuentes no oficiales hablan de 90 000 y 200 000.
La propia comunidad mapuche difiere mucho del censo realizado por el INDEC y estima que la población mapuche en Argentina es de 500 000 personas. Cálculos de 1998-2000 estimaron que vivían en Argentina hasta 300 000 mapuches, de estos, unos 70 000 se encontraban en el Neuquén.
La crítica mapuche sobre la metodología censal argentino fue similar a la que se realizó contra el chileno. Basándose en la encuesta del ECPI, las poblaciones de las provincias de Neuquén y Chubut son un 7 % y 5 % de origen mapuche, respectivamente.
El censo nacional de población de 2010 en Argentina reveló la existencia de 205 009 personas que se autoreconocieron como mapuches en todo el país, 39 869 de los cuales en la provincia de Río Negro, 39 634 en la del Neuquén, 36 706 en el interior de la provincia de Buenos Aires, 31 771 en la provincia del Chubut, 21 041 en el Gran Buenos Aires, 6806 en la Ciudad de Buenos Aires, 6132 en la provincia de Mendoza, 4973 en la Córdoba, 4408 en la de Santa Cruz, 4261 en la de La Pampa, 3084 en la de Santa Fe, 1280 en la de San Luis, 975 en la de Tierra del Fuego, 923 en la de Entre Ríos, 562 en la de Misiones, 437 en la de Tucumán, 417 en la de San Juan, 325 en la de La Rioja, 302 en la de Catamarca y 220 en la de Corrientes.
En provincia de Buenos Aires, en los partidos de General Viamonte (Los Toldos) y de Rojas, a 280 y 220 km al oeste de Buenos Aires, respectivamente, existe una comunidad mapuche semiaculturada descendiente del boroano Ignacio Coliqueo, reconocido «cacique principal de los indios amigos y coronel del ejército nacional» argentino y quien obtuvo, junto a su tribu, la propiedad de dos leguas de tierra. En esa comunidad ya no se practica la Rogativa y solo algunos hablan mapuzugun, sin embargo, han comenzado un proceso de recuperación de sus raíces y una de las tres escuelas primarias de la comunidad enseña el idioma mapuche.
La Confederación Mapuche Neuquina, creada en 1970, agrupa a las comunidades rurales mapuches de la provincia del Neuquén, sus autoridades son electas en un trahun («parlamento») cada dos años.
Particularmente importante es su presencia en el parque nacional Lanín, donde habitan entre 2500 y 3000 personas en siete comunidades (Aigo, Cañicul, Cayún, Curruhuinca, Ñorquinko y Raquithue), en territorios que ellos consideran como propios, ocupando unas 24 000 ha.
La lista de comunidades rurales araucanas neuquinas existentes en 2003 era:
- Departamento Aluminé: Aigo, Catalán, Currumil

, Ñorquinko, Plácido Puel (*), Puel, Salazar, Tayiñ Rakizuam (*).
- Departamento Catán Lil: Cayulef, Cayupán, Filipin, Paineo, Rams, Zúñiga.
- Departamento Collón Curá: Ancatruz, Namuncurá.
- Departamento Confluencia: Kaxipayiñ, Paynemil, Purrán (*), Ragiñ Ko.
- Departamento Huiliches: Atreuco, Cañicul, Chiuquilihuin, Linares, Painefilu, Raquithue.
- Departamento Lácar: Cayún, Curruhuinca, Vera.
- Departamento Loncopué: Kilapi, Mellao Morales, Millaín.
- Departamento Minas: Antiñir Pilquiñan.
- Departamento Ñorquín: Colipilli, Manqui, Maripil (*).
- Departamento Picún Leufú: Marifil.
- Departamento Picunches: Cheuquel, Milaqueo.
- Departamento Zapala: Antipan, Gelay Ko (*), Gramajo, Kalfucurá, Quinchao, Wiñoy Folil (*), Zapata.

(*) comunidades de constitución reciente.
En la provincia de Río Negro, las comunidades mapuches se agrupan en la Coordinadora del Parlamento del Pueblo Mapuche de Río Negro. 
A fines de 2002, existían las siguientes comunidades rurales y urbanas: Cañumil; Anekon Grande; Cerro Bandera (Quimey Piuke Mapuche); Quiñe Lemu (Los Repollos); Wri Trai; Tripay Antu; Ranquehue; Monguel Mamuell; Pehuenche (Arroyo Los Berros); Makunchao; Centro Mapuche Bariloche; Trenque Tuaiñ; San Antonio; Los Menucos; Putren Tuli Mahuida; Ngpun Kurrha; Peñi Mapu; Cerro Mesa-Anekon Chico; Lof Antual; Wefu Wechu (Cerro Alto); Cañadón Chileno; Lof Painefil; Cai – Viedma; Fiske Menuco; Kume Mapu; Aguada de Guerra; Tekel Mapu; Carri Lafquen Chico Maquinchao; Laguna Blanca; Río Chico; Yuquiche; Sierra Colorada.
En la provincia del Chubut existe la comunidad Limonao y grupos mestizos de mapuches y tehuelches surgidos de la araucanización, que se autodenominan mapuches-tehuelches.
También hay cuatro comunidades mapuche-tehuelche en la provincia de Santa Cruz: en Caleta Olivia (Willimapu), Río Gallegos (Aitué), en Río Turbio (Millanahuel) y en Puerto Santa Cruz (Fem Mapu).
Luego de la Conquista del Desierto, los pehuenches virtualmente desaparecieron como pueblo en el territorio argentino, muchos de ellos probablemente cruzaron la cordillera de los Andes hacia Chile. 
En la provincia de Mendoza, a partir de 2007, grupos pehuenches han comenzado a organizarse eligiendo un werkén («vocero») y conformando dos lof («comunidades») en el departamento Malargüe, que recibieron personería jurídica en 2009:
- Kupan Kupalme (o Juan Cupalme, en la zona este de la Payunia).[70]
- Malal Pincheira (en los Castillos de Pincheira y arroyo Buta Mallín).[71]

Desde 1995 el Instituto Nacional de Asuntos Indígenas (INAI) comenzó a reconocer personería jurídica mediante la inscripción en el Registro Nacional de Comunidades Indígenas (Renaci), entre ellas a comunidades mapuches:
- En la provincia del Chubut:

Comunidad Indígena Emilio Prane (el 2 de diciembre de 1996), Comunidad Indígena Huisca Antieco (en el departamento Futaleufú, el 7 de noviembre de 1996), Comunidad Indígena Huangelén Puelo (en el departamento Cushamen, el 28 de septiembre de 2000), Comunidad Mapuche Motoco Cárdenas (en el departamento Cushamen, el 10 de junio de 2004), Comunidad Mapuche Enrique Sepúlveda (en el departamento Cushamen, el 23 de febrero de 2005), Comunidad Mapuche Fentren Peñi (en los parajes Mina de Indio y Colonia Pastoril Cushamen, departamento Cushamen, el 27 de noviembre de 2013).
- En la provincia del Neuquén:

Agrupación Mapuche Cañicul (el 26 de junio de 1996), Comunidad Indígena Cayun (el 3 de julio de 1996), Comunidad Indígena Raquitue (el 26 de julio de 1996), Comunidad Kallfukura (en el departamento Zapala, el 15 de octubre de 1997), Comunidad Kaxipayiñ (en el departamento Añelo, el 15 de octubre de 1997), Comunidad Indígena Ñorkinko (el 8 de julio de 1997), Comunidad Mapuche Lof Gelay Ko (en el departamento Zapala, el 19 de julio de 2002), Comunidad Lof Lonko Purran (en el departamento Zapala, 19 de julio de 2002), Comunidad Lof Maripil (en el departamento Ñorquín, 19 de julio de 2002), Comunidad Lof Wiñoy Folil (en el departamento Zapala, 19 de julio de 2002), Comunidad Lof Wiñoy Tayin Rakizuam (en el departamento Aluminé, el 19 de julio de 2004), Lof Kinxikew (en el departamento Los Lagos, el 9 de enero de 2006), Lof Zúñiga (en el departamento Catán Lil, el 9 de enero de 2006), Lof Paichil Antreao (en el departamento Los Lagos, el 5 de junio de 2007), Comunidad Huenctru Trawel Leufú (en el departamento Picún Leufú, el 22 de abril de 2008), Lof Newen Mapu (en el departamento Confluencia, el 12 de noviembre de 2009).
- En la provincia de Río Negro:

Comunidad Indígena del Pueblo Mapuche Thripan Anty (en el departamento Bariloche, el 10 de agosto de 1998), Comunidad Mapuche Lof-Leufuche (en el departamento El Cuy, el 31 de agosto de 2000), Comunidad Mapuche Lof Wiritray (en el departamento Bariloche, el 22 de marzo de 2000), Comunidad Mapuche Lof Ranquehue (en el departamento Bariloche, el 28 de abril de 2003), Comunidad Mapuche Tequel Mapu (en el departamento Bariloche, el 13 de enero de 2005).
- En la provincia de La Pampa:

Comunidad Ranquel Manuel Baigorrita (en el departamento Loventué, el 15 de septiembre de 1999).
- En la provincia de Mendoza:

Comunidad Mapuche Mapudungun (en el departamento Las Heras, el 6 de junio de 2002), Lof Kupan Kupalme (en el departamento Malargüe, el 19 de mayo de 2009), Lof Malal Pincheira (en el departamento Malargüe, el 19 de mayo de 2009), Lof Poñiwe (en el Paraje El Alambrado, departamento Malargüe, el 11 de marzo de 2014), Lof Buta Mallín, el Paraje Buta Mallín del departamento Malargüe, el 18 de marzo de 2014).
- En la provincia de Buenos Aires:

Comunidad Urbana Peñi Mapu -Hermanos de la Tierra- (en el partido de Olavarría, el 25 de septiembre de 2003), Comunidad Mapuche de Junín (en el partido de Junín, el 6 de enero de 2004), Comunidad Mapuche Gualmes de Malvinas Argentinas (en el partido de Malvinas Argentinas, el 27 de enero de 2004), Lof Kuripan-Kayuman (en el partido de Bahía Blanca, el 19 de agosto de 2005), Comunidad Antu Ruca (en el partido de Patagones, el 20 de julio de 2009), Comunidad Mapuche Ñuque Mapu del Campo La Cruz (en el partido de Junín, el 28 de enero de 2009).
- En la provincia de Santa Cruz:

Comunidad Mapuche Millaqueo (en Las Heras y en el Paraje Villa Picardo del departamento Deseado, el 25 de marzo de 2014), Comunidad Mapuche Limonau (en Las Heras y en Laguna Sirven, departamento Deseado, el 20 de diciembre de 2012).
- En la provincia de Mendoza (mapuches-pehuenches):

Lof El Altepal (en las costas del río Malargüe, departamento Malargüe, el 11 de marzo de 2014), Lof Laguna Iberá, en el Paraje El Morro, departamento Malargüe, el 18 de marzo de 2014).
- En la provincia de Santa Cruz (mapuches-tehuelches):

Comunidad Nehuen Mulfuñ (en Pico Truncado del departamento Deseado, el 25 de marzo de 2014).
- En la provincia del Chubut (mapuches-tehuelches):

Comunidad Indígena Vuelta del Río (en el departamento Cushamen, el 24 de febrero de 1997).
- En la provincia de Río Negro (mapuches-tehuelches):

Comunidad Aborigen Río Chico (en el departamento Ñorquincó, el 1 de septiembre de 2000).
- En la provincia de Buenos Aires (mapuches-tehuelches):

Tehuelche Callvu Shotel (en el partido de La Plata, el 18 de mayo de 2010).
Desde 2009, la provincia de Santa Fe comenzó a registrar a las comunidades indígenas en el Registro Especial de Comunidades Aborígenes de la provincia de Santa Fe (RECA) del Instituto Provincial de Aborígenes Santafesinos, reconociéndoles en el ámbito provincial la personería jurídica, entre ellas a una comunidad mapuche: Comunidad Xavn Inay Leufv (en la ciudad de Rosario del departamento Rosario, el 26 de noviembre de 2015).

## Identidades territoriales y etnias

Antigua bandera Mapuche con la Estrella de Arauco (Guñelve) del 1700 y que posteriormente sirvió de inspiración a O'Higgins para confeccionar la actual bandera de Chile.

### Principales grupos
Algunos estudios contemporáneos agrupan a los indígenas de habla mapuche en diferentes grupos según el territorio que ocupaban y ciertas diferencias culturales derivadas de esto; sin embargo, para ellos todos son mapuches, solo diferenciados según la lista a continuación, por el lugar geográfico donde se ubicaban. Los nombres asignados son deícticos y dados tomando como punto de referencia a los mapuches de La Araucanía:
- Picunches (gente del norte): Estaban ubicados entre los ríos Choapa e Itata (territorio llamado Pikun Mapu). Parte de este grupo, los promaucaes, se entremezcló pacíficamente con el Imperio inca.[76] Su principal actividad económica era la agricultura, que practicaban en un sistema de roza y quema. Además, practicaban la ganadería de llamas y conocían la alfarería en greda. Fueron aculturados y mestizados con los colonizadores españoles; de esta mezcla surgió la mayor parte de la población que habita la zona central de Chile. Otros grupos identificados por los españoles, además de los promaucaes, fueron los mapochoes, los maules y los cauquenes. Los hallazgos arqueológicos de las zonas próximas a los ríos Aconcagua y Mapocho se agruparon bajo el término de cultura aconcagua.

- Araucanos o mapuches en sentido restringido: Según las crónicas, protagonistas de la Guerra de Arauco, fueron los que se resistieron con éxito a la conquistas primero de los incas y luego de los españoles. Los mapuches del otro lado de los Andes los designaban moluches (nguluche) ('gente del oeste').[77]

- Huilliches (gente del sur): Entre el río Toltén y la Isla Grande de Chiloé. Su economía y sus alimentos principales eran la papa, el maíz y el poroto pero también cazaban, pescaban y recolectaban mariscos y algas marinas en la costa del océano Pacífico y las playas del mar interior de Chiloé. Los huilliches del sur, de igual manera que los promaucaes al norte, se entremezclaron con otros pueblos indígenas que hablaba un idioma diferente (los chonos).[76]

Los huilliches seguían hablando mapudungun, pero con diferencias de pronunciación y de vocabulario cuyo dialecto moderno en la costa de Osorno es conocido hoy como chesungun.

A algunos huilliches se los ha llamado cuncos de la zona del canal de Chacao, los juncos de los llanos de Osorno y e incluso a los payos que provienen del sur de la isla de Chiloé. Este último grupo era compuesto por agricultores y pescadores que hablaban la lengua mapuche, pero no se sabe con certeza si eran parcialidades huilliches o un grupo en principio distinto que había asimilado la cultura mapuche.
- Pehuenches (gente del pehuén): En el siglo XVI, los llamados "pehuenches antiguos" ocupaban las regiones montañosas a ambos lados de la cordillera de los Andes; con la expansión mapuche estas tribus fueron las primeras en adoptar la lengua y parte de las costumbres mapuches. Hacia fines del siglo XIX, la región estaba poblada solo por gentes de habla mapuche y cultura mezclada.[78]

La organización política de Argentina y Chile llevó a las autoridades a tener un mayor control fronterizo, impidiendo de este modo su libre circulación.
Los pehuenches antiguos son descritos como altos, delgados, ágiles y de tez oscura, se relacionaron mucho con sus vecinos huarpes, aprendiendo de ellos las técnicas de la cestería. Sus vestimentas podían ser hechas del cuero de los animales, adornándolos con plumas de ñandú u otras aves.
Actualmente, este pueblo se encuentra ubicado entre la VIII y IX Región de Chile, siempre en la cordillera. Dependiendo de la estación del año se sitúan más arriba o más abajo en los cerros. En el invierno, por ejemplo, evitan las frías temperaturas bajando a los valles. Su fuente de supervivencia son las recolecciones estivales y los productos obtenidos de la crianza de animales.
- Lafquenches (gente de la costa): El territorio lafquenche es el mar del Océano Pacífico chileno, el bordemar, las vertientes de la cordillera de la Costa o alrededor del lago Budi.[79][80] En la actualidad, hay comunidades lafkenches al sur de la provincia de Arauco. Hablan español y mapudungun y se dedican mayormente a la pesca artesanal.[81]

### Principales pueblos araucanizados

Aproximación de la bandera ancestral mapuche.

Desde mediados del siglo XVII, cuando la Guerra de Arauco se fue haciendo menos intensa, el comercio entre araucanos y criollos aumentó.
Asimismo, los mapuches empezaron a criar ovejas y vacas que consiguieron tanto de los malones contra los españoles como contra los tehuelches y pampas; lo mismo sucedió con el contacto con los pueblos que habitaban el este de los Andes con los que comerciaban ganado y mercancías, principalmente la sal.
Los movimientos de pueblos como el araucano o mapuche y el tehuelche estuvieron motivados, en gran parte, por el comercio tanto con los criollos como con otros indígenas. A su vez, de cuando en cuando, distintos pueblos se disputaban el control de las principales rutas comerciales, pero el comienzo del proceso de "mapuchización" tiene sus orígenes totalmente pacíficos aún antes de mediados del siglo XVIII en las ferias de El Cayrú y Chapaleofú. 
En estas ferias, situadas en las sierras de la pampa húmeda de la actual Argentina, existió una importantísima actividad comercial y de intercambio de productos entre los habitantes nativos de las llanuras pampeanas y las sierras de la actual provincia de Buenos Aires, los de la Patagonia septentrional y los de ambas márgenes de la cordillera de los Andes. Existían dos ferias muy importantes en el Cayrú y en Chapaleofú. En estas ferias, llamadas "ferias de los ponchos" por los jesuitas de la época que las registraron (como Thomas Falkner), se intercambiaban diversos tipos de productos: desde productos ganaderos y de la agricultura hasta vestimentas tales como ponchos. 
El Cayrú se hallaba en la parte más occidental de la Sistema de Tandilia (en territorio del actual Partido de Olavarría) y Chapaleofú hace referencia a las inmediaciones del arroyo homónimo, situado en el actual Partido de Tandil. Es así como, a partir de estos movimientos de personas para el intercambio de productos se produjo, desde antes de mediados del siglo XVIII cierto intercambio cultural entre distintos pueblos que habitaban desde la pampa húmeda, pasando por la Patagonia septentrional y hasta la zona inmediata a la cordillera de los Andes (tanto en su margen oriental como occidental) hasta la costa del océano Pacífico. Es el comienzo del intercambio cultural y los movimientos migratorios, entre los distintos pueblos entre los cuales cabe mencionar a los tehuelches, los ranqueles y los mapuches.

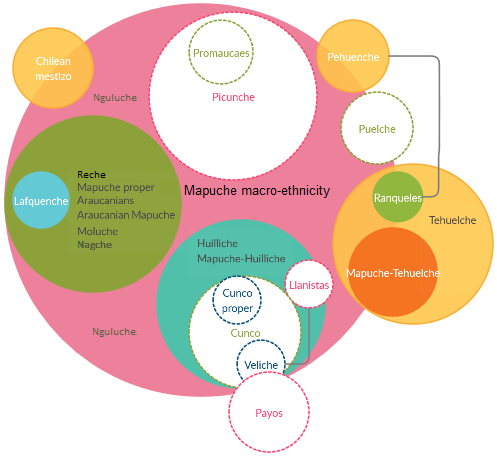
Diagrama de la etnia mapuche.

La influencia mapuche tiene su origen en lo anteriormente mencionado, ya que partiendo de fines de comercio y alianzas se terminó produciendo una gran influencia cultural sobre los tehuelches y otros pueblos, al punto que se la denomina "mapuchización" o "araucanización" de las Pampas y la Patagonia. Buena parte de los tehuelches adoptó muchas de las costumbres y lengua mapuche, mientras los mapuches adoptaban parte del modo de vida tehuelche (tal como lo de vivir en tolderías), por lo que se difuminaron las diferencias entre ambos grupos al punto de que sus descendientes se refieren a sí mismos como mapuches-tehuelches.
Los indígenas vendían el ganado robado y la sal extraída de la pampa a los criollos de Chile y Buenos Aires, lo que lograron gracias a otro aporte español: la introducción del caballo. Con el caballo, podían cruzar la inmensidad de la pampa, un territorio de pastizales extensos y casi despoblado, arreando ganado en relativamente poco tiempo.
Con el nuevo modo de vida ganadero, los pueblos de las pampas también cambiaron su modo de vida, la población aumentó, lo que motivó la serie de conflictos por los recursos entre grupos rivales. Ello facilitó la guerra de conquista y posterior aculturación de muchas tribus por parte de los mapuches.
Si bien a partir del siglo XVI, gracias al caballo, los tehuelches iniciaron su expansión desde el sur extendiendo su cultura a toda la pampa; a mediados del siglo XVIII, ese proceso de expansión territorial y cultural se detuvo con la llegada de los araucanos.
La araucanización se caracterizó por la asimilación y mestizaje del pueblo conquistado y los mapuches de manera compleja y gradual, a través de varias generaciones.
Hacia 1820 se produjo la migración de grupos numerosos de indígenas desde la Araucanía hacia el actual territorio argentino, en el marco de la guerra a muerte entre realistas y patriotas en el sur de Chile.
Los principales pueblos araucanizados fueron: 
- Chonos: vivían al sur de Chiloé (archipiélago de los Chonos), fueron llevados por los misioneros a las islas y adoptaron el modo de vida huilliche. Se especula que los payos podrían haber sido chonos previamente mapuchizados.
- Poyas, incluyendo a los vuriloches, luego «poyuche»: habitaban, y sus descendientes habitan, en las zonas montañosas del sur de la provincia del Neuquén y el noroeste de la provincia de Río Negro, principalmente.
- Puelche («gente del este»): si bien los mapuches daban este nombre a diferentes grupos del este de los Andes, en castellano suele aludir a quienes se autodenominaban gününa küne. Se agrupaban en familias extendidas gobernadas por un cacique. Las familias practicaban la monogamia, aunque los caciques y personas importantes podían tener varias esposas. Eran de estatura alta y cabeza más bien alargada, que solían deformar artificialmente en los bebes. Su forma de vida era nómade y su principal alimento lo obtenían del guanaco y del ñandú, a los que cazaban con arcos, flechas y boleadoras. También recolectaban raíces y semillas y preparaban bebidas alcohólicas. Vivían en toldos de pieles y su vestido era el quillango, manta confeccionada con piel del guanaco con los pelos hacia adentro. Lo adornaban por afuera con dibujos geométricos. Se sujetaban el pelo con una vincha y calzaban mocasines de cuero. También solían pintarse la cara según las ocasiones.
- Ranqueles (rangkülche, «gente de las cañas»): los ranqueles surgieron a partir de la mapuchización de grupos aparentemente relacionados con los puelches. En el siglo XIX, sobre todo en tiempos de Yanquetruz, tuvieron un papel muy activo en las guerras e incursiones contra la población argentina de Buenos Aires.
- Tehuelches: habitaban en la Patagonia, al norte del estrecho de Magallanes y mayoritariamente en territorio argentino. Los mapuches llamaron a todos los tsonek, llamados patagones por los españoles, con el nombre de chewelche, «gente arisca» o «gente brava»,[90] debido a la resistencia que opusieron a la expansión mapuche al este de los Andes. Su estructura sociopolítica reconoció la presencia de linajes dirigidos por un jefe y la existencia de chamanes. Tenían creencias religiosas sencillas, en su mundo actuaban espíritus buenos causantes de alegrías y espíritus malos que provocaban daños y enfermedades. Sepultaban a los difuntos acompañándolos de sus pertenencias, en tumbas excavadas en el suelo o en cuevas que cubrían con piedras. Su economía se basaba en la caza del guanaco y ñandúes, usando sus famosas boleadoras, recolectaban todo tipo de raíces y semillas silvestres. Se vestían con capas de piel de guanaco sujetas a la cintura con una faja, y sus pies los cubrían con una especie de mocasín de cuero muy grueso.

Muchos autores[¿quién?] incluyen a los patagones dentro de los mapuches, pero otros[¿quién?] consideran que las diferencias culturales, como por ejemplo las idiomáticas, entre los patagones eran bastante importantes. También es cierto que la relación entre tehuelches y araucanos fue constantemente belicosa. Los tehuelches septentrionales, superados en número y tácticas de combate, debieron replegarse al sur ante la invasión mapuche al Comahue y a la región pampeana. Los sobrevivientes quedaron mayoritariamente aculturados.
Hacia 1870, los patagones continuaron librando feroces combates contra los mapuches en las proximidades del río Chubut, zona que fue el límite meridional de la expansión mapuche.[cita requerida]
A partir del siglo XXI, las subdivisiones son ligeramente distintas. Los nombres están dados casi siempre desde el punto de vista de los mapuches de la IX Región chilena, principalmente de Cautín:
- El término mapuche es de uso general, con ocasionales distinciones entre las parcialidades. El mapuche propiamente tal todavía se identifica con el araucano, pues la palabra moluche está en desuso.
- No existen miembros del pueblo picunche porque fueron completamente aculturados durante la época hispánica, formando en gran medida uno de los substratos originarios de la población del valle central de Chile, pero los mapuches usan el término en su significado literal para referirse a una comunidad que habita más al norte que el hablante.
- En las provincias de Osorno y Chiloé habita el pueblo huilliche. En ocasiones, los huilliches de Chiloé prefieren llamarse veliches a sí mismos y a la variante del idioma que usaron hasta fines del siglo XIX.
- En las provincias de Malleco y Cautín se usan los nombres nagche ('gente de abajo') para los habitantes de la Depresión Intermedia y wenteche ('gente de arriba') para quienes habitan en la Precordillera andina; ambas denominaciones tienen una connotación territorial más que cultural.

## Territorio

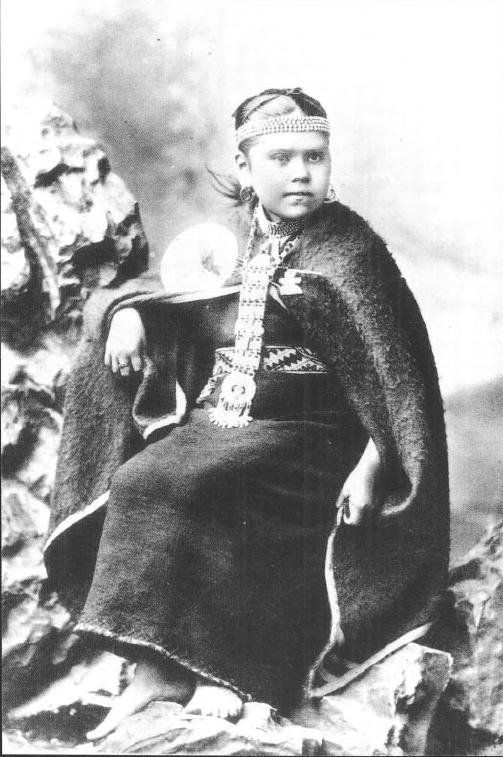
Hija del lonco Quilapán en 1868. Foto aparecida en el anuario de Chile de 1900.

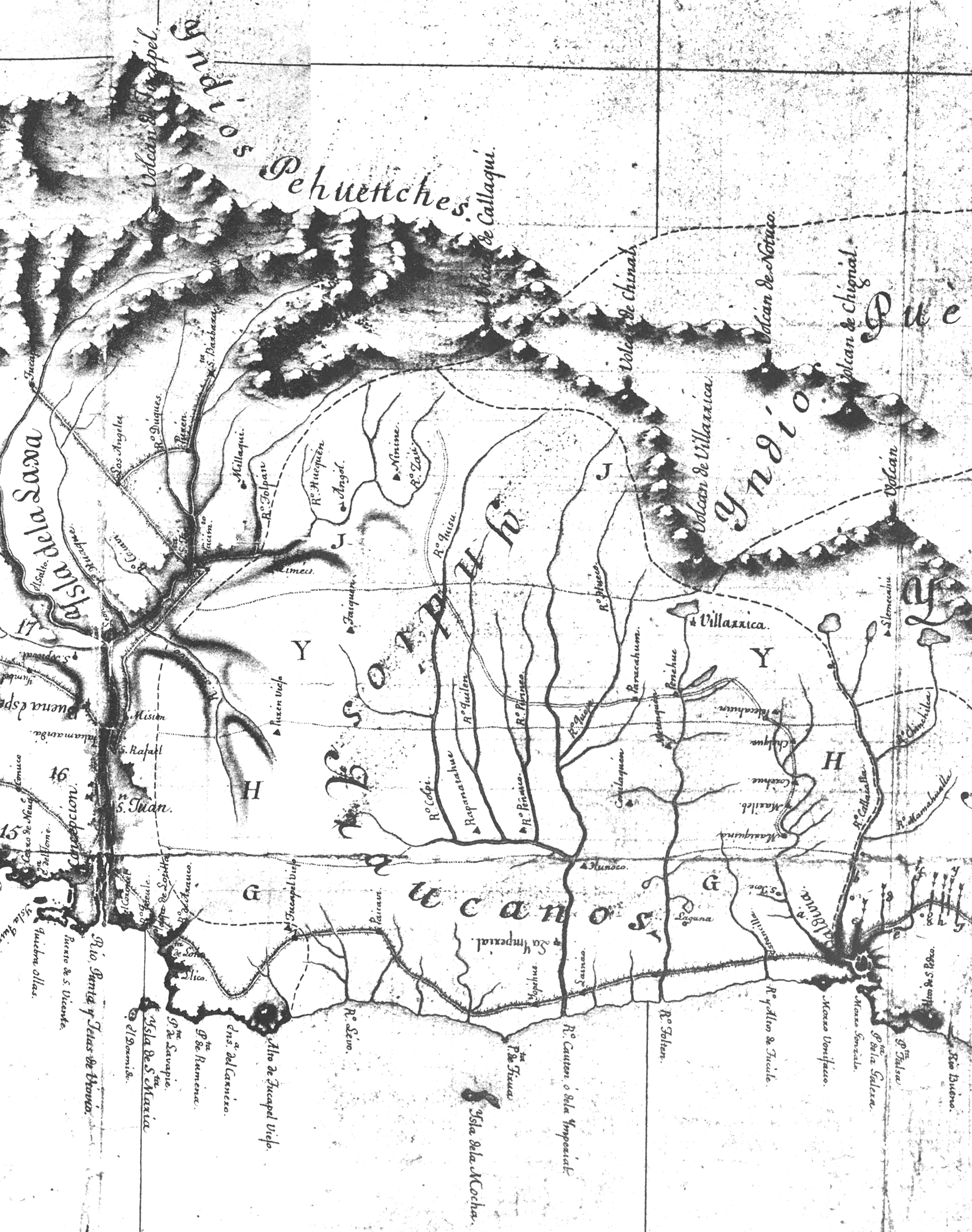
El Chile Araucano, descrito entre el río Biobío y el Valdivia, en el plano General del Reyno de Chile en la América Meridional de Andrés Baleato de 1793.

Los mapuches nunca fueron un pueblo con gobierno centralizado, sino más bien una serie de grupos independientes que hablaban un mismo idioma y compartían ciertos rasgos culturales. Lo anterior dificultó tanto la defensa de su territorio como el fortalecimiento y crecimiento como etnia independiente del estado chileno, lo que llevó a su paulatina incorporación a Chile o Argentina.
El concepto de nación mapuche empezó a surgir hacía fines del siglo XIX durante el proceso de conquista por Chile y Argentina, bajo el alero de las ideas de la ilustración.
El territorio por el cual habitaban o circulaban la totalidad de las distintas tribus mapuches es llamado en mapudungún como Mapuche Wallontu Mapu o también como Wallmapu ('tierra circundante' o 'tierra que circunda'), concepto que hace referencia a la totalidad del universo en la cosmovisión mapuche. Antes de la década de los 90 no se le atribuía un significado político de territorio cohesionado. Este territorio se halla dividido en dos partes separadas por la cordillera de los Andes conocida como el Pire Mapu. Estas dos partes se subdividen en espacios territoriales denominados fütanmapu, relacionados hasta cierto punto con los butalmapus de la guerra de Arauco.
La zona habitada por estos indígenas fue denominada como Araucanía por los españoles. Se ha postulado que «Arauco» podría derivar de una castellanización de la palabra mapuche ragko, 'agua gredosa', que los españoles habrían usado para los habitantes de un sitio llamado así y que luego por metonimia se habría extendido a todos los restantes pueblos del área. Además el nombre «araucano» tiene su origen en el poema épico del publicado en 1569 «La Araucana» de Alonso de Ercilla y Zúñiga.
En las notas del mapa del marino hispano Andrés Baleato se refiere a la región de esta forma:

...cuyos nombres van escritos con letra de Carmin, son las que aparentan amistad con los Españoles. En ellas están comprehendidos los Araucanos que se hallan entre el Rio Viovio y el de Valdivia. Estos dividen todo su Pais de N. a S. en quatro Uthanmapus o Principados paralelos y casi de un mismo ancho a los cuales nombran segun sus situaciones respescto al Mar y a la Cordillera de los Andes, esto es, al G. llaman Lauquenmapu o Pais Martitimo; al H. Lolgunmapu, o Pais llano; al Y. Ynapiremapu o Pais subandino, y al J. Piremapu o Pais Andino. A cada Uthanmapu lo dividen en cinco Aillarehue o Provincias, y cada Aillarehue en nuebe Rehues o Prefecturas. El Principado Maritimo Comprehende de Septentrion a Mediodia las Provincias de Arauco, Tucapel, Yllicura, Boroa, Nagtolten: el Principado llano abrase los de Encol, Purén, Repocura, Maquehue y Mariquita; el Subandino contiene las de Marbén, Colhue, Chacaico, Quecheregua y Guanabue, y en el Principado Andino se cuentan todos los valles de la Cordillera situados dentro de sus limites.
Andrés Baleato, 1793

### Ngulu Mapu

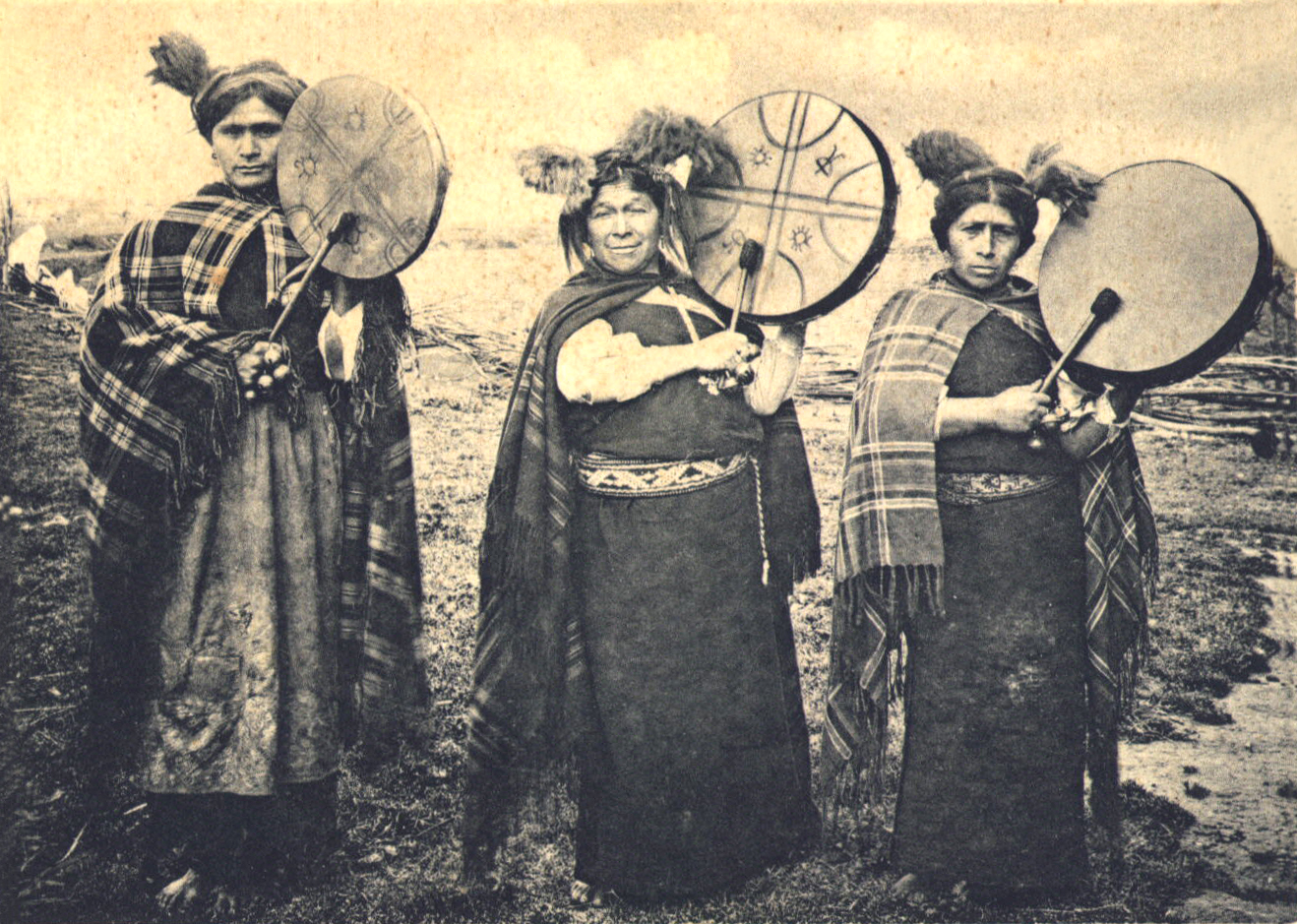
Machis (chamán mapuche).

El Ngulu Mapu, «tierra del Oeste», parte del actual Chile, habitado por los nguluches, «gente del oeste», se extiende desde el río Aconcagua por el norte hasta el archipiélago de Chiloé por el sur, y entre el océano Pacífico por el oeste y la cordillera de los Andes por el este.
El Ngulu Mapu se divide en fütanmapu. Destacan los cuatro mencionados por el sacerdote y científico criollo Juan Ignacio Molina a fines del siglo XVIII. En su obra Compendio de la historia geográfica, natural y civil del Reyno de Chile los llamados araucanos (tribus entre los ríos Biobío y Toltén) se agrupaban en cuatro «Uthanmapu ó Principados paralelos» de similar anchura y organizados en «Aillarehue ó Provincias», a su vez divididos en «Rehues ó Prefecturas»:
- Pikun Mapu, «tierra del norte»:[100] habitado por los picunches, «gente del norte», entre los ríos Aconcagua e Itata. El antropólogo Horacio Larraín Barros los subdivide a su vez en dos grupos: 
  - Los picones, que serían habitantes nativos de la zona entre el Aconcagua y el Maipo, y los mapochoes, que eran los colonos quechuas en el valle del Mapocho.[101]
  - Los promaucaes del sur del Maipo hasta el Itata.[102]
- Lafken Mapu, «tierra marina»;[103][104] Lafquenmapu[105] o Lauquenmapu, «país marítimo»:[99] se organiza en los aillarehues de Arauco, Tucapel, Elicura, Boroa y Nagtolten (Toltén Bajo).[99] Fueron los que menos participaron en las guerras intertribales, posiblemente porque su mayor contacto con los españoles les aculturizó más que sus vecinos.[105] Su gentilicio era denominado lafquenches[106] o costinos.[107]
- Nag Mapu, «tierra de abajo»; Lelfun Mapu, «tierra de los llanos»;[104] Lelgunmapu, «país llano»:[99] se organiza en los aillarehues de Angol, Purén, Repocura (en), Maquehue y Mariquita.[99] Sus gentes eran llamados nagches,[106] lelfunches, llanistas o abajinos.[107]
- Inapire Mapu, «tierra cercana a las nieves»; Wente Mapu, «tierra de los valles»;[104] Inapiremapu, «país Subandino»:[99] se organiza en los aillarehues de Marbén, Colhue, Chacaico, Quecheregua y Guanabue.[99] Desde el siglo XVIII libraron guerras contra los abajinos porque ambos deseaban expandirse a expensas de los otros.[105] Eran apodados arribanos, wenteches[106] o moluches.[107]
- Pire Mapu, «tierra de las nieves»; Pewen Mapu, «tierra de las Araucarias»;[104] Piremapu, «país Andino»:[99] habitado por los pehuenches, «gente del pehuén», en el Alto Biobío y en el sur de la provincia argentina de Mendoza y norte del Neuquén. Para el siglo XVIII los «pehuenches primitivos u originarios» habían sido completamente araucanizados.[108] Estos «pehuenches araucanizados» (denominados así por historiadores para distinguirlos de sus ancestros), eran fruto de una mezcla cultural de elementos mapuches, puelches, tehuelches, chiquillanes y huilliches.[109]
- Willi Mapu, «tierra del sur»:[104][110] habitado por los huilliches, «gente del sur», entre el río Toltén y el Seno de Reloncaví y Chiloé, vivían en los valles interiores.[111]
- Futa Willi Mapu, «gran territorio del sur», o Chawra kawin, «junta de la chaura»:[112] habitado por los cuncos de la costa al sur del río Bueno hasta Chiloé.[111]

Respecto a su población histórica existen diversos análisis para cada grupo. En 1995 el historiador Sergio Villalobos estima en aproximadamente 110 000 el número de picunches a la llegada de los españoles, una disminución respecto a otra estimación de 1980, donde estimaba en 15 000 a 20 000 gentes del Aconcagua y 125 000 entre el Mapocho y el Maule. Mientras su colega Jorge Hidalgo, basado en una carta de Pedro de Valdivia a Hernando de Pizarro en 1545 sobre el número de indios tributarios entre Copiapó y el Maule, hace otra estimación. Considera que el número se refiere a los jefes de familias, así que lo multiplica por cinco y luego duplica el resultado al considerar los muertos por las pestes en los primeros años de conquista, acaba por descontar a los aconcaguas y diaguitas y llega a 122 500. Hidalgo también usa una carta de Bibar de 1558 donde habla de los indios tributarios entre los ríos Aconcagua y Maule para hacer el mismo tipo de cálculo, llegando a 120.000. Considera que los picunches perdieron el 50% de su gente hasta 1545 y el 72 % hasta 1558. En cambio, el antropólogo Horacio Larraín Barros afirmaba que: «Es casi imposible calcular el número de picunches hacia 1535. Tal vez la cifra de 220.000 se aproxime algo a la realidad», subdiviéndolos en 90 000 a 100 000 «picunches septentrionales» y «picunches meridionales» serían más de 120 000. También está la opinión de Francisco Antonio Encina, quien hablaba de 90 000 indígenas entre el Aconcagua y el Maule y otros 200 000 entre ese último río y el Biobío. Mellafe habla de 200 000 entre los ríos Aconcagua e Itata.
Respecto de los pueblos no conseguirían ser conquistados, es decir, al sur del Biobío, el antropólogo Larraín Barros creía que en 1535 se componían de 425 000 mapuches (lafquenches, wenteches y nagches), 40 000 pehuenches (sólo algunas bandas vivían en la zona precordillerana de Chile, el resto en la actual Argentina), 180 000 huilliches y 100 000 cuncos. En el caso específico de los mapuches, se basa en los listados de Ercilla y Bibar sobre el número de guerreros que disponía cada cacique. Así, considerando que los hombres en armas podían ser hasta un 20 % de la población llega a tales conclusiones. Por su parte, Encina creía que debían ser unos 350 000 mapuches y 430 000 huilliches entre el Biobío y Chiloé. Villalobos en 1980 habla de 300 000 a 450 000 mapuches, 120 000 huilliches y 30 000 cuncos (estos últimos en Chiloé). Mellafe creía que eran 450 000 entre el Itata y Toltén, la zona más poblada del país, y 200 000 al sur de este último.
En cambio, Tomás Thayer Ojeda estimaba que debieron ser unos 980 000 a 1 440 000, incluyendo Chiloé. En cambio, John Cooper creía que la Araucanía era un área densamente poblada que después se despobló, estimando entre medio millón y millón y medio. Por último, Julian Haynes Steward habla de un millón. Hidalgo cree que es muy difícil cualquier estimaciones sobre mapuches y huilliches, pues sus números de guerreros fueron muy exagerados en las crónicas y la información de sus pueblos entre la llegada de Valdivia y el alzamiento de Lautaro es fragmentaria. El historiador José Bengoa se basa en estudios arqueológicos y estudios demográficos de los guaraníes, pueblo con un nivel cultural similar a los mapuches al llegar los españoles, para estimar que la Araucanía debió contar con cerca de medio millón de habitantes, la mitad del total nacional. Por último, Pedro Mariño de Lobera en su Crónica sostenía que durante las primeras fases de la conquista de Chile murieron más de dos millones de indígenas.
Durante el siglo XVI los indígenas fueron afectados por pestes terribles a las que no tenían defensas naturales. Bengoa señala que entre 1553 y 1557 una epidemia de chavalongo (tifus) le quitó la vida a aproximadamente 300 000 mapuches y una viruela entre 1561 y 1563 eliminó a otros 100 000, llegando a paralizar los trabajos mineros y las operaciones militares. Y eso que no se cuantifica el daño de la sífilis. Para él, a fines de esa centuria apenas quedaban 200 000 araucanos en Chile. Similar catástrofe demográfica estima el historiador Rolando Mellafe. Del millón de habitantes originales del territorio chileno al llegar Valdivia, en 1570 se habían reducido en un 40 %, en 1590 en un 46 % y en 1620 en un 52 %. Después del desastre de Curalaba en 1598, la población de indígenas salvajes superó a los encomendados por la pérdida de los territorios al sur del Biobío y la fuga masiva a esa zona, hasta que solamente el aumento de la población mestiza consiguió compensar la pérdida de mano de obra. Así, ochenta años después de la fundación de Santiago, la población indómita era de 250 000 personas.
A mediados del siglo borbónico, el gobernador José Antonio Manso de Velasco estimaba a los araucanos en unos 150 000. Un empadronamiento realizado durante el gobierno de Ambrosio O'Higgins, en 1795, estimaba que la población araucana era de 95.504 indígenas. Una estimación del fraile Melchor Martínez en 1803 los estimaba en 130.000. Según Bengoa, la población volvió a recuperarse durante el siglo XVIII gracias al largo período de paz, posiblemente llegando a unos 150 000 o 200 000 a finales de la misma, reduciéndose en la siguiente centuria por emigración y la guerra. Además, es crítico de varios empadronamientos de la época por considerar que tendían a subvalorar la población. En cambio, Mellafe creía que a fines del Siglo de las Luces los araucanos representaban un cuarto de la población de Chile, aproximadamente 250 000 personas. Un estudio oficial del censo chileno de 1907 creía, basado en los empadronamientos de O'Higgins, Agustín de Jáuregui (1778) y un censo realizado en Chiloé en 1785, que los mapuches en aquellos tiempos debían ser alrededor de 100 000 a 120 000. En 1805 el fraile Francisco Xavier Ramírez escribió un informe oficial donde estimaba a los araucanos en 90.000 entre lafquenches, nagches y wenteches, más 12.000 huilliches y 10.000 pehuenches.
Poco después, en 1813 se realizó un primer censo en el Chile independiente, estimándose en 10 491 los indígenas que vivían en misiones y en 70 000 a los que aun se consideraban paganos. En los años 1850 el obispado de Concepción estimó la población de la Araucanía en 60 000 personas. En la misma época, para el censo de 1865 se estiman en 80 000, aunque incluyendo a población no indígena en la zona. Además, los autores de dicho censo reconocen que las estimaciones variaban enormemente en sus tiempos, quince a ciento sesenta mil, prefiriendo una cifra intermedia. Los cálculos minimalistas fueron frecuentes en la época, tanto por razones políticas como militares. Por ejemplo, en el censo de 1843 se estimó oficialmente a los mapuches en quince mil, en 1854 el diputado Vicente Pérez Rosales afirmaba que eran apenas diez mil, el número más baja dado, y El Mercurio de Valparaíso afirmaba el 18 de junio de 1872 que «Las personas que conocen bien los territorios del sur señalan que la población indígena no supera los 20 mil individuos». Para el empadronamiento de 1875 se calculó en 76 196 los indígenas de la región. En tiempos posteriores a la conquista de la Araucanía se los estimaba en veinte o sesenta mil, considerando este último número exagerado, pero que pronto quedó superado cuando se hicieron empadronamientos. Hacia 1890 se estimaba en 100 000 o poco más mapuches, huilliches, cuncos y pehuenches araucanizados. Poco después, en 1913, fray Jerónimo de Amberga afirma que había 80 000 araucanos registrados en las misiones, a los que se sumaría un 20 % que no vivían en reducciones, estaban aislados o se mudaron a las ciudades, totalizando 110 000. Por último, Bengoa cree que los mapuches debieron ser más de cien mil al inicio el siglo XIX, creciendo en las seis siguientes décadas hasta pasar los 150 000. En las décadas posteriores, con el avance del ejército chileno y las muertes por combate, una menor natalidad y la emigración a las pampas, su población debió caer a unos noventa mil. Cuando los argentinos empezaron a conquistar el territorio mapuche en el este, desde 1880, miles volvieron al oeste de los Andes por refugio.
Según el censo de 1907, el primero realizado después de la ocupación, oficialmente había 101 118 araucanos, de los que 24.000 eran paganos y el resto «se han dicho cristianos» aunque conservaban muchas costumbres paganas. El antropólogo Donald Brand estimaba en 300 000 en 1941, de los que dos tercios aún hablaban su idioma. Hacia 1975 se los estimaba en más de medio millón.

### Puel Mapu
El Puel Mapu ('tierra del Este'), parte de la actual Argentina, habitado por los puelches (en sentido posicional, no histórico), se extiende entre los ríos Cuarto y Diamante por el norte hasta los ríos Limay y Negro por el sur, y entre la cordillera de los Andes por el oeste y el río Salado de Buenos Aires (o hacia 1750 la línea de los fortines y pueblos de San Nicolás de los Arroyos, San Antonio de Areco, Luján y Merlo) y el océano Atlántico por el este.
El Puel Mapu se divide entre los siguientes butanmapus:
- Mamüll Mapu ('tierra de los montes'):[149] habitado por los mamulches o gente de los palizales o bosques de caldenes y algarrobos, corresponde al actual suroeste de la provincia de Córdoba, sureste de la provincia de San Luis y el centro noroeste de la provincia de La Pampa. Sus habitantes se diluyeron con los ranqueles a principios del siglo XIX bajo el liderazgo de Carripilún.

- Rangkül Mapu ('tierra de los cañaverales'): habitado por los ranqueles, gente de los carrizales o cañaverales al este de los mamulches. Desde principios del siglo XIX absorbieron a los mamulches, chadiches y otros pueblos y su territorio se amplió desde el oeste de la provincia de Buenos Aires, sur de la provincia de Santa Fe, sur de la provincia de Córdoba, sur de la provincia de San Luis, sureste de la provincia de Mendoza, toda la provincia de La Pampa y norte de la provincia de Río Negro.[150]
- Chadi Mapu ('tierra de los salares'): habitado por la gente de la tierra de la sal o salineros, también llamados chadiches, en torno a la Laguna Urre Lauquen en la zona deprimida del sur de la provincia de La Pampa, sus habitantes se diluyeron con los demás.
- Puel Willi Mapu ('tierra del sureste'):[151] habitado por la gente del sudeste, los manzaneros o puelches. Corresponde a los territorios del oeste del Chubut y sur de Río Negro en donde se mixogenizaron los pueblos mapuches, pehuenches y tehuelches.

Entre todos que hablaban mapudungun y que vivían en las Pampas se sumaban hasta 150 000 personas antes de su sometimiento por las tropas argentinas.
- Boroa ('lugar donde hay huesos'): cruzaron de la Araucanía a las pampas hacia 1820, eran unas 40 000 personas.

## Historia

### Origen
El origen de los mapuches no se conoce con mucha certeza. Sin embargo, hacia el siglo V ya existían manifestaciones culturales en la Depresión Intermedia del actual Chile que pueden rastrearse hasta la época actual. Se mencionan como posibles antecesores de los mapuches a los grupos creadores de las culturas: Bato, El Vergel, Llolleo y Pitrén.

### Expansión inca
Los mapuches sufrieron la expansión del Imperio inca o Tawantisuyo, que se hizo evidente a partir del siglo XV, con el avance hacia el Collasuyo, una de las cuatro regiones o rumbos en que se dividía el Imperio incaico y que se ubicaba al sur del mismo.
Durante el reinado de Túpac Inca Yupanqui, se realizó una expedición de conquista que inició recorriendo el Collao, Cochabamba y Tucumán. De Charcas se dirigió al sur y sometió a los diaguitas de los valles transversales y a parte de las poblaciones picunches, que habitaban el Valle de Chile (el actual valle del Aconcagua) y algunas comarcas ubicadas al sur de él. 

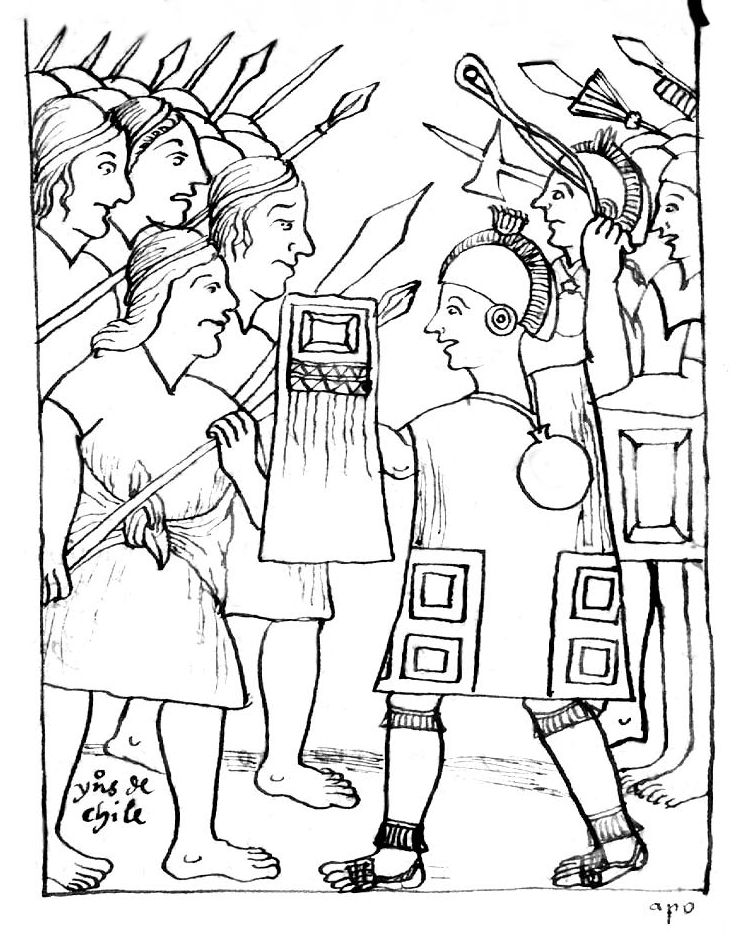
Representación de Guamán Poma de Ayala sobre un enfrentamiento entre un grupo de indígenas del actual Chile (izquierda) y el capitán Apu Camac Inca.

Así se fijó el límite sur del Imperio inca, en una zona que convencionalmente los historiadores y la arqueología extienden hasta el río Maule.
El español Alonso de Ercilla, en el poema épico La Araucana (1569); el Inca Garcilaso de la Vega, en su libro Comentarios reales de los incas (1609); y los cronistas Jerónimo de Vivar (Crónica y relación copiosa y verdadera de los Reinos de Chile, 1558), Miguel de Olaverría (Informe de Miguel de Olaverria sobre el Reyno de Chile, sus Indios y sus guerras, 1594) y Vicente Carvallo y Goyeneche (Descripción histórico geografía del Reino de Chile, 1796) relatan la expedición inca hacia el río Maule y su encuentro con los promaucaes.
Los incas llamaban promaucaes o purumaucas o purum aucca, a las poblaciones que no estaban sometidas a su Imperio. Los primeros sometieron a algunos pueblos del Valle de Chile quienes les pagaron tributos. En esta campaña al sur se libró una guerra entre 20 000 incas de Yupanqui y 20 000 mapuches, al sur del Maule. La tribu de los picunches, conocida como promaucaes por los españoles, enterada de la venida de los incas se alió con los Antalli, Cauqui y Pincu.
Los incas enviaron parlamentarios para que los promaucaes reconocieran a Túpac Inca Yupanqui como soberano. Los promaucaes decidieron dar batalla y se enfrentaron por tres días con los incas. Este suceso se conoce como batalla del Maule. El enfrentamiento produjo gran cantidad de muertos en ambos bandos, sin que ninguno de los ejércitos resultara vencedor. Al cuarto día decidieron no enfrentarse. Los promaucaes se retiraron del campo de batalla cantando victoria. Los incas habrían evaluado perseguirlos para continuar con la batalla o asegurar lo que ya había sido conquistado. Finalmente decidieron no tratar de continuar la conquista, sino fortalecer sus posiciones y administrar los territorios ya conquistados al norte, donde los nuevos pueblos vasallos aceptaron de buen grado el dominio y obtuvieron ventajas de él.
Aunque la arqueología no ha encontrado evidencia de que haya existido una presencia inca al sur del río Maule, también existen algunas crónicas españolas que indicaron que, en esa expansión u otra posterior, se habría producido una hipotética última expansión o invasión más al sur, hasta el río Biobío, la que habría sido realizada por fuerzas incas durante el reinado de Túpac Inca Yupanqui o de Huayna Cápac. Las crónicas mencionadas son el Informe de Miguel de Olaverría, p. 24:

Conquistaron, los peruanos, y sujetaron todos los indios que había hasta el gran río de Biobío, como hoy se ve haber llegado hasta el dicho río por los fuertes que hicieron en el cerro del río Claro, donde pusieron y tuvieron frontera a los indios del estado (de Arauco) con quienes tuvieron muchas batallas.

y la crónica del padre Anello Oliva en su "Historia del Perú" (publicada en una traducción al francés):

qu'il soumit jusqu'à la vallée d'Arauco, où il passa l'hiver, après y avoir fait construire quelques forts. Il soumit ensuite les provinces de Chillhue et de Chillcaras (que sometió hasta el valle de Arauco, donde pasó el invierno, después allí haber hecho construir algunos fuertes. Sometió a continuación las provincias de Chillhue y de Chillcaras).

Sin embargo, los historiadores indican que las conquistas de los incas más allá del río Maule, referida en su conjunto, solo se basan en lo indicado por cronistas que realizaron crónicas generalmente escritas con poco discernimiento y que raras veces concuerdan entre sí.
Las crónicas mencionan que durante los años 1520, los dos hijos del inca Huayna Cápac, Huáscar y Atahualpa, se disputaron el Imperio en una encarnizada guerra civil, debilitando el ejército inca en territorio mapuche, lo cual los habría forzado a abandonar sus posiciones y a replegarse al norte para defender en mejores condiciones su territorio conquistado.[cita requerida]

### Guerra de Arauco
Décadas más tarde, los conquistadores españoles abatieron al Imperio inca y, posteriormente, también intentaron someter a los araucanos, cuya población se estimaba cerca de un millón de personas.
Sin embargo, la resistencia de los mapuches llevó a un prolongado conflicto conocido como la guerra de Arauco. Así, personajes como Lautaro (destacado líder militar mapuche, hecho prisionero de niño por los españoles, sirvió a Pedro de Valdivia como paje) y más tarde la sublevación de Pelantaro en la década de 1590, influyeron para fijar la frontera militar entre españoles y mapuches en el río Biobío. La batalla de Curalaba, en 1598, donde perdió la vida el gobernador Martín Óñez de Loyola, marcó la derrota de las fuerzas españolas en territorio mapuche.
Durante dicho período inicial, la segunda mitad del siglo XVI y la primera del XVII, la población indígena del actual Chile (estimada en cerca de un millón de personas) se vio muy reducida, principalmente por las pestes traídas por los españoles y para las que los nativos no tenían inmunidad, una de tifus (1554-1557) mató a trescientas mil vidas humanas y otra de viruela (1561-1563) a otras cien mil. Es muy probable que al momento de la batalla de Curalaba en Chile no hubiera más de 200 000 indígenas.
El poema épico Arauco Domado del escritor español chileno Pedro de Oña, más la obra teatral homónima de Lope de Vega, narran desde el punto de vista hispano parte de la guerra contra el pueblo mapuche. Asimismo, la obra La Araucana (1569, 1578 y 1589) del conquistador español Alonso de Ercilla, dedicada al rey Felipe II de España, es una epopeya que destaca la resistencia realizada por el pueblo araucano. En ella, Ercilla habla de los mapuches como los araucanos, como la gente que produce el país de Chile.

Chile, fértil provincia y señalada
en la región Antártica famosa,
de remotas naciones respetada
por fuerte, principal y poderosa;
la gente que produce es tan granada,
tan soberbia, gallarda y belicosa,
que no ha sido por rey jamás regida
ni a extranjero dominio sometida.
La Araucana, Alonso de Ercilla (1569).

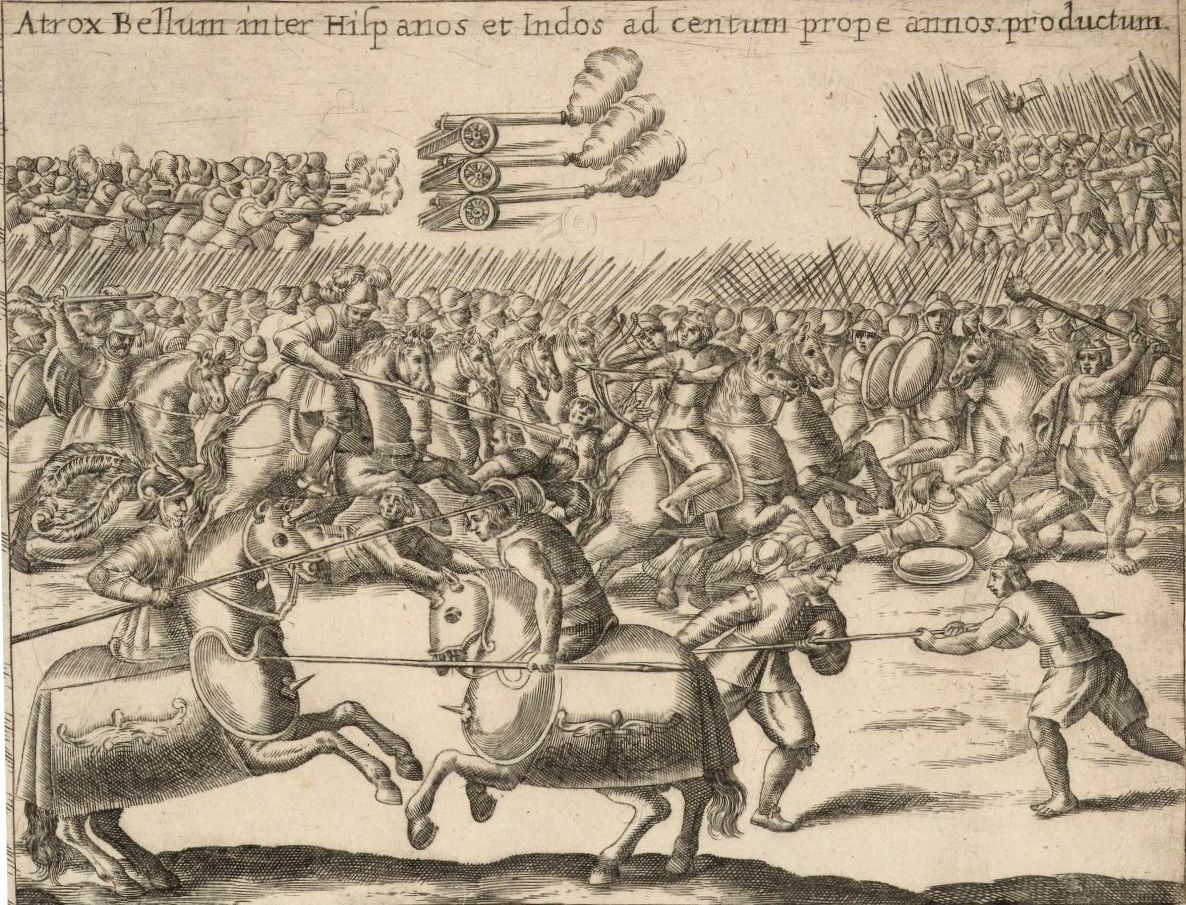
Batalla entre españoles y mapuche durante la guerra de Arauco, por Alonso de Ovalle.

Bien se ha documentado por la historia que los grupos ubicados entre los ríos Biobío y el Toltén lograron resistir con éxito a los conquistadores españoles en la llamada guerra de Arauco, una serie de batallas y sucesos que duró unos 300 años, con largos períodos de tregua.

... como no fueran de tres naciones, Pijaos, Taironas y Araucos, que son las tres naciones de la gente más valiente de las indias…
Viaje del Mundo, Pedro Ordóñez de Ceballos (c. 1555-1634)

Los Corona española entre 1608 y 1683 permitió la esclavitud de los indios atrapados durante la guerra de Arauco, creándose así un mercado de esclavista de mapuches atrapados (sin importar edad o sexo).
En los siglos siguientes, los españoles fueron cautelosos en adentrarse en territorio mapuche. En un comienzo lo hicieron a través de misiones religiosas (pacíficas) lideradas por el padre Luis de Valdivia en la llamada Guerra defensiva, que no dio resultados, dando paso a los "parlamentos", una forma de negociar precolombina. En estos encuentros ambos bandos intercambiaban regalos, comían y bebían a saciedad. Posteriormente los comensales negociaban y luego firmaban pactos que juraban respetar.
Fue así como, en el Parlamento de Quillín, en 1641, se acordó terminar con la guerra y fijar la frontera en el río Biobío; los mapuches prometieron liberar a los cautivos y a hacer frente a enemigos de la Corona. Posteriormente se celebraron otros parlamentos, con aprobación del Rey de España; en que se reiteraba el reconocimiento de la independencia de los mapuches frente a la Corona española y las partes se comprometían a dejar de lado las acciones bélicas. Estos tratados fueron reconocidos por el gobierno republicano del Director supremo Ramón Freire en Tapihue, el 7 de enero de 1825 en el Parlamento General de Tapihue. En sus artículos 18 y 19 se reconoce la soberanía mapuche sobre los territorios comprendidos al sur del Biobío.
Tras esto se vivió un período de relativa paz (aunque seguía habiendo pequeñas "protestas" en distintos lugares de todo el país) que permitió a la población mapuche recuperarse y alcanzar los 150 000 a 200 000 para fines del siglo XVIII. Poco después empezaron a producirse migraciones masivas a la Pampa.
El antropólogo estadounidense Tom Dillehay, el mismo que descubrió en Monte Verde el primer asentamiento humano de América, acaba de publicar un libro en el que explica por qué los mapuches eran, a la llegada de los españoles, una sociedad más desarrollada de lo que hasta ahora se pensó.

### Expansión hacia el este
Según las teorías, su presencia en la actual Argentina se debe en parte a la presión ejercida por los españoles, y a un largo proceso de migración a través de los pasos de la cordillera de los Andes y de transmisión cultural, entre los siglos XVII y XIX se expandieron hacia los territorios ubicados al este cordillerano: el Comahue, gran parte de la región pampeana, y el norte de la Patagonia oriental, tierras hasta entonces ocupadas por diversos pueblos de culturas y lenguas muy diferentes. De tal modo fueron sometidos a un proceso de "araucanización", ya sea de forma violenta o pacífica, los tehuelches septentrionales y los pehuenches antiguos.

### Independencia y surgimiento de las Repúblicas de Chile y Argentina

#### En Chile

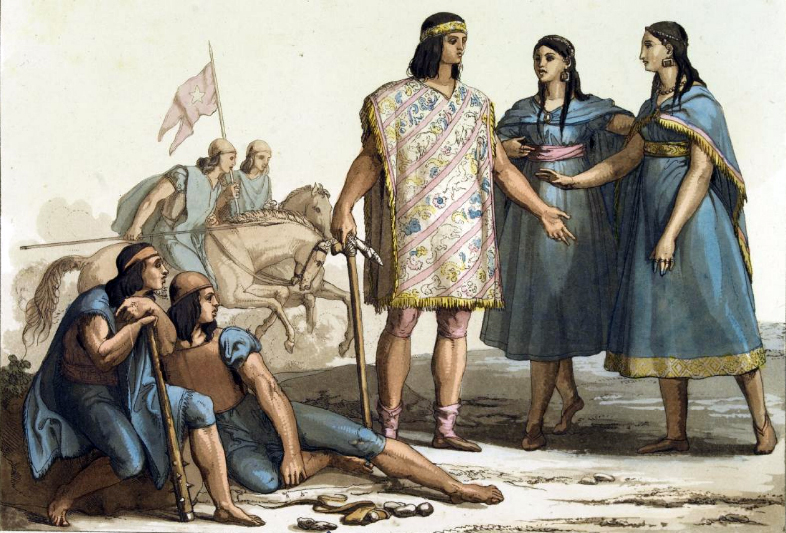
Dibujo de mapuche de Giulio Ferrario publicado en Milán en 1827.

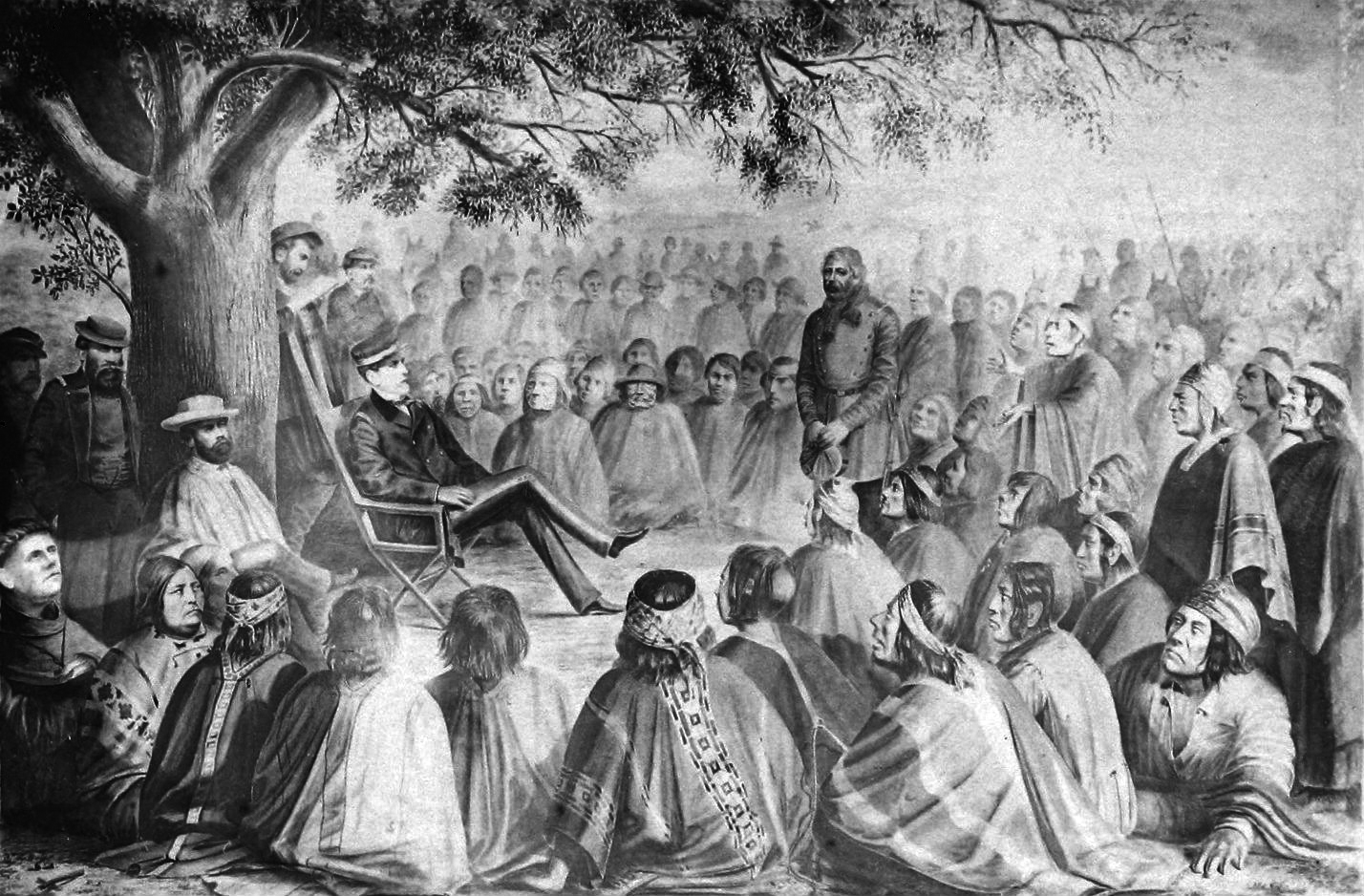
Cornelio Saavedra Rodríguez negociando con loncos mapuches en 1869, durante las primeras fases de la Ocupación de la Araucanía.

Durante la Guerra de Independencia de Chile, lo más habitual fue que los mapuches tomaran partido por los realistas, aunque no participaron mucho de las batallas, porque estas tuvieron lugar fuera de su territorio. Solo al final del período, con la Guerra a muerte se vieron muy involucrados.
Después de su independencia de España, Chile siguió una política de no agresión y cautela hasta la segunda mitad del siglo XIX, cuando avanzó la expansión estatal sobre el territorio mapuche.
Así, de 1861 a 1883, el ejército chileno ensayó diferentes estrategias, desde las alianzas con clanes enemigos entre sí, hasta la guerra, pasando por el soborno a base de bebidas alcohólicas. Las operaciones militares estuvieron fundamentalmente a cargo de Cornelio Saavedra Rodríguez (militar chileno nieto de Cornelio Saavedra, presidente de la Primera Junta de Gobierno argentina instalada el 25 de mayo de 1810), que culminaron con el completo sometimiento de los mapuches en 1883. A todo este proceso se le dio el nombre de Ocupación de la Araucanía.
En diciembre de 1866, el Congreso chileno aprobó una ley que reconocía los derechos propietarios de los mapuches en el "Territorio Indígena", creando una Comisión de peritos, —la Comisión Radicadora de Indígenas—, cuya misión era deslindar las posesiones indígenas. De acuerdo a esa ley, aquellas tierras donde los mapuches no pudiesen probar posesión serían consideradas tierras baldías, por tanto fiscales de acuerdo al artículo 590 del Código Civil de 1857. La constitución de la propiedad, de acuerdo a la ley de 1866, solo pudo realizarse tras el triunfo militar chileno en 1883, tras el cual el Estado tomó el control militar de territorio mapuche, y trató las tierras como si fuesen fiscales, contraviniendo el sentido de su propia legislación, y se desconocieron masivamente los derechos propietarios de los mapuches. De esta manera, los mapuches pasaron de controlar unas 10 millones de hectáreas, a tener que sobrevivir en apenas 500 000, es decir, en un 5 % de su territorio anterior. Por otra parte, las políticas de colonización de las tierras del sur terminaron por marginarlos, y propiciaron la usurpación irregular de muchas de sus tierras; incluso de las reconocidas en los Títulos de Merced.

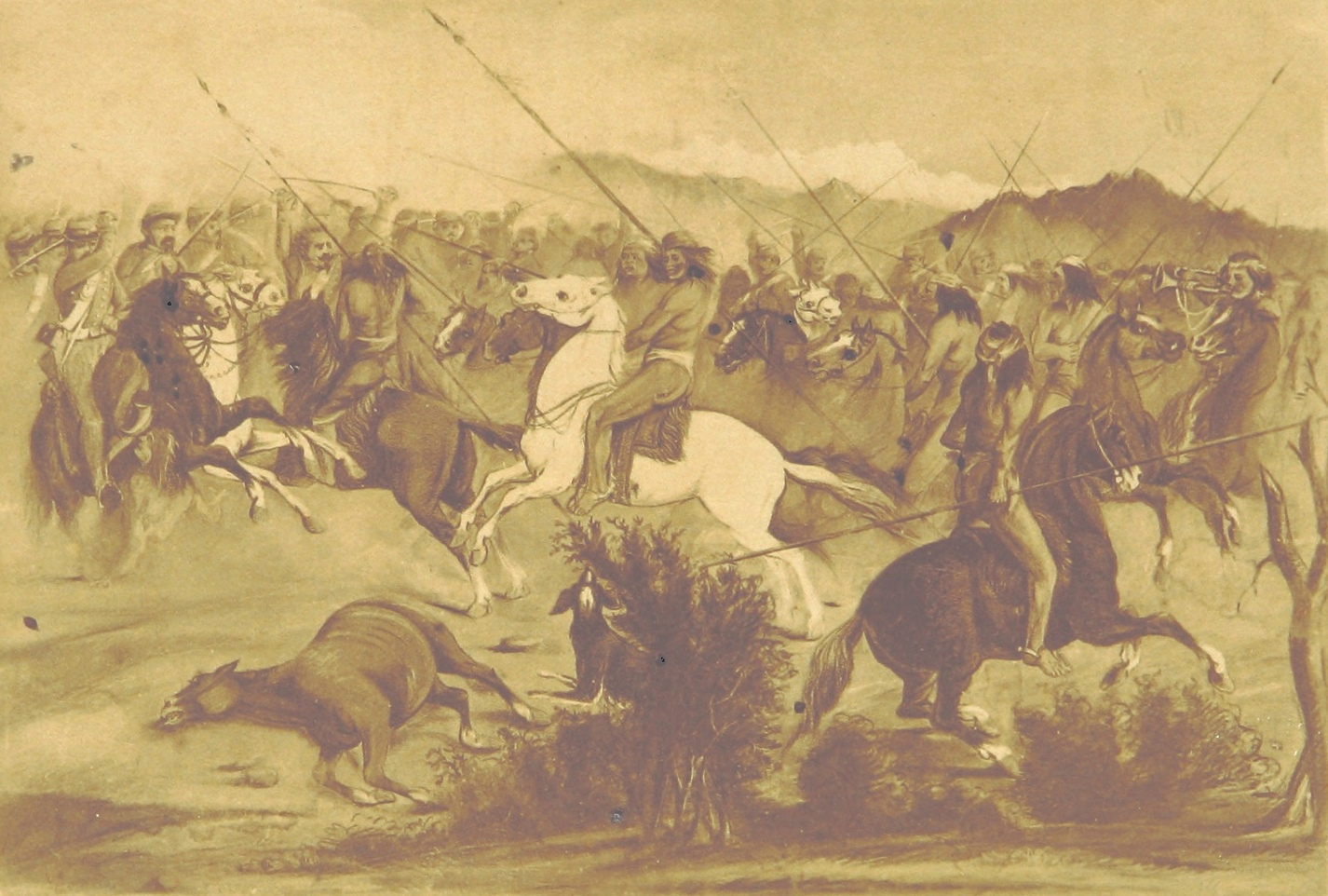
Combate de Quechereguas (Traiguén, 26 de abril de 1868), batalla entre el Ejército de Chile y Mapuches al mando del cacique Quilapán.

En poco tiempo, Cornelio Saavedra Rodríguez pudo ocupar la zona que llegaba hasta el río Malleco, lugar donde refundó la ciudad de Angol, y los fuertes de Mulchén y Lebu, en 1862. Por el territorio costero, alcanzó a avanzar hasta el río Toltén. Esta primera ocupación se llevó a cabo con relativamente poca resistencia, pero luego se produjo una sublevación de los mapuches que habitaban las cercanías del río Malleco, bajo el mando del lonco Quilapán.
La guerra del Pacífico significó que las fuerzas del Ejército de Chile se concentraran en este conflicto en particular, situación que fue aprovechada por algunos mapuches para lanzar nuevos ataques a los puestos ubicados en la Araucanía. Según el historiador y antropólogo chileno José Bengoa esta fue la primera vez en toda su historia que los muy descentralizados mapuches se unieron en una sola insurrección. Esta nueva sublevación ocurrida en 1880 se materializó en pérdidas para ambos bandos. Pero, una vez finalizada la guerra que enfrentaba a Chile contra Bolivia y el Perú, el ejército instruido por el gobierno de Domingo Santa María retomó en forma vigorosa la campaña de incorporación de la Araucanía. Quien estuvo a cargo de anexar el territorio restante fue el coronel Gregorio Urrutia.
En su campaña, erigió diversos fuertes, llegando hasta la zona donde se encuentra el lago Villarrica y refundando la ciudad del mismo nombre. Además, se fundaron los fuertes de Carahue, Lautaro, Pillanlelbún, Temuco y Nueva Imperial. Se puede decir que en esta etapa concluyó realmente la Guerra de Arauco como tal, después de más de 300 años de conflictos.
Respecto a las comunidades más al sur de Chile como los lafquenches o costinos de la provincia de Arauco, los huilliches de Valdivia, Llanquihue y San Juan de la Costa (cerca de Osorno) y los del archipiélago de Chiloé, hay poca información, sin embargo, se sabe que los primeros participaron de la Guerra a Muerte y de la rebelión de 1881; aunque de forma menor. Esta menor participación en el caso de los huilliches continentales, fue a consecuencia de la adquisición de parte de sus tierras ancestrales en el periodo colonial previo a la independencia de Chile; que fue producto del establecimiento de la propiedad hacendal en la zona. Por ello posteriormente establecida la República de Chile, sería la colonización de Llanquihue, y el proceso de crecimiento y expansión de las ciudades y pueblos asentados, los hechos que llevarían a la disminución de los territorios de las comunidades huilliches y el arrinconamiento de su población hacia los sectores de la costa y la cordillera.

#### Origen de la influencia mapuche a otros pueblos

Pareja de indígenas a caballo, Julio Daufresne y Alberico Isola, 1844

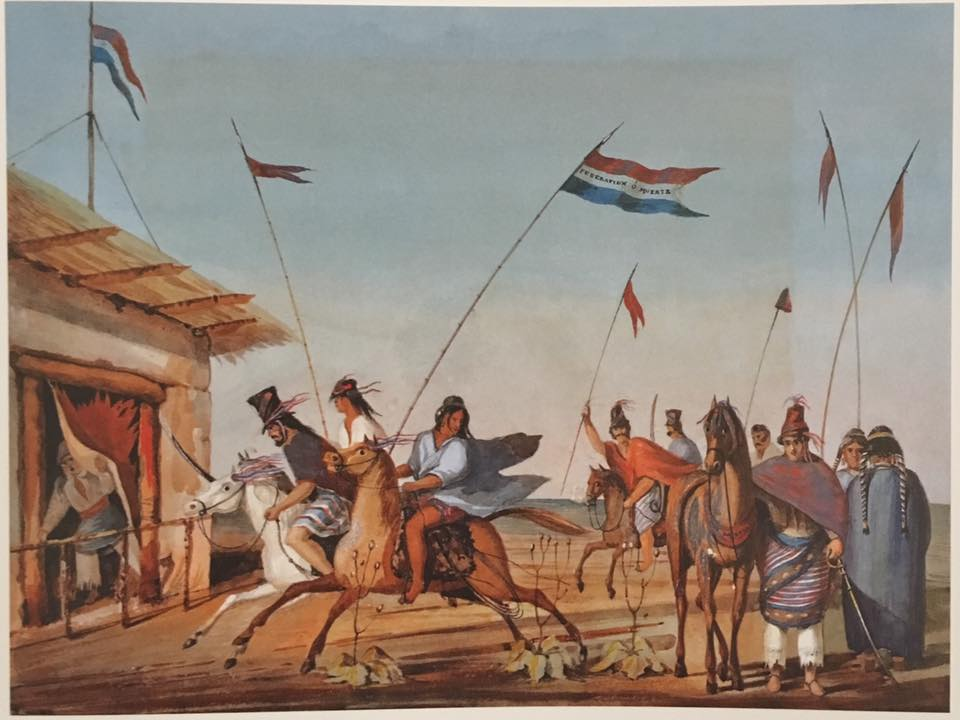
La Montonera Federal de Charles Henri Pellegrini, a la derecha dos mujeres tehuelches completamente araucanizadas allá por 1840.

La relación e intercambios entre los pueblos a ambos lados de los Andes es previa a la llegada de los europeos a América. Desde antes del siglo XVIII hubo una importante actividad comercial y de intercambio de productos entre los habitantes nativos de las llanuras pampeanas y las sierras de la actual provincia de Buenos Aires, los de la Patagonia septentrional y los de ambas márgenes de la cordillera de los Andes. Existían dos ferias muy importantes en el Cayrú y en Chapaleofú. En estas ferias, llamadas "ferias de los ponchos" por los jesuitas de la época que las registraron (como Thomas Falkner), se intercambiaban diversos tipos de productos: desde productos ganaderos y de la agricultura hasta vestimentas tales como ponchos. El Cayrú se hallaba en la parte más occidental de la Sistema de Tandilia (en territorio del actual Partido de Olavarría) y Chapaleofú hace referencia a las inmediaciones del arroyo homónimo, situado en el actual Partido de Tandil, ambos municipios o partidos se sitúan en el interior de la actual provincia de Buenos Aires. Es así como, a partir de estos movimientos de personas para el intercambio de productos se produjo, desde antes de mediados del siglo XVIII comienza a haber cierto intercambio cultural entre distintos pueblos que habitaban desde la pampa húmeda, pasando por la Patagonia septentrional y hasta la zona inmediata a la cordillera de los Andes (tanto en su margen oriental como occidental) hasta la costa del océano Pacífico. Este es el comienzo del intercambio cultural y los movimientos migratorios, entre los distintos pueblos entre los cuales cabe mencionar a los tehuelches, los ranqueles y los mapuches.
La influencia mapuche a otros pueblos de la Patagonia y de la Pampa tiene su origen en lo anteriormente mencionado, ya que partiendo de actividades comerciales o alianzas, se terminó produciendo una gran influencia cultural sobre los tehuelches y otros pueblos, al punto que se la denomina "mapuchización" o "araucanización" de las Pampas y la Patagonia. Buena parte de los tehuelches adoptó muchas de las costumbres, lengua y vestimenta mapuche, mientras los mapuches adoptaron el modo nómada de vida tehuelche (tal como lo de vivir en tolderías) y con ello se difuminaron las diferencias entre ambos grupos, al punto que sus descendientes se refieren a sí mismos como mapuches-tehuelches.
Debido a la relación que los mapuches tenían desde antes de mediados del siglo XVIII con pueblos nativos que habitaban al este de la cordillera de los Andes, después de la independencia de Chile, una parte de las fuerzas mapuches que lucharon principalmente en el bando realista, decidieron a emigrar hacia la región pampeana de Argentina, donde ya había mapuches que convivían con los tehuelches, conformado por los borogas y otros grupos.
Posteriormente los hermanos Pincheira alentaron a los grupos mapuches borogas y a los araucanizados ranqueles a realizar malones que, atacaron los pueblos y las estancias en la zona de frontera, produciendo numerosos muertos y llevándose cautivos, robaron el ganado y lo arrearon a través de la ruta de la rastrillada grande hacia los pasos de la cordillera de los Andes con el objetivo de ser trocado en Chile o en poblaciones hispano-criollas fronterizas por los pehuenches (que dominaban los pasos cordilleranos); intercambiando el ganado generalmente por armas y bebidas alcohólicas.[cita requerida]

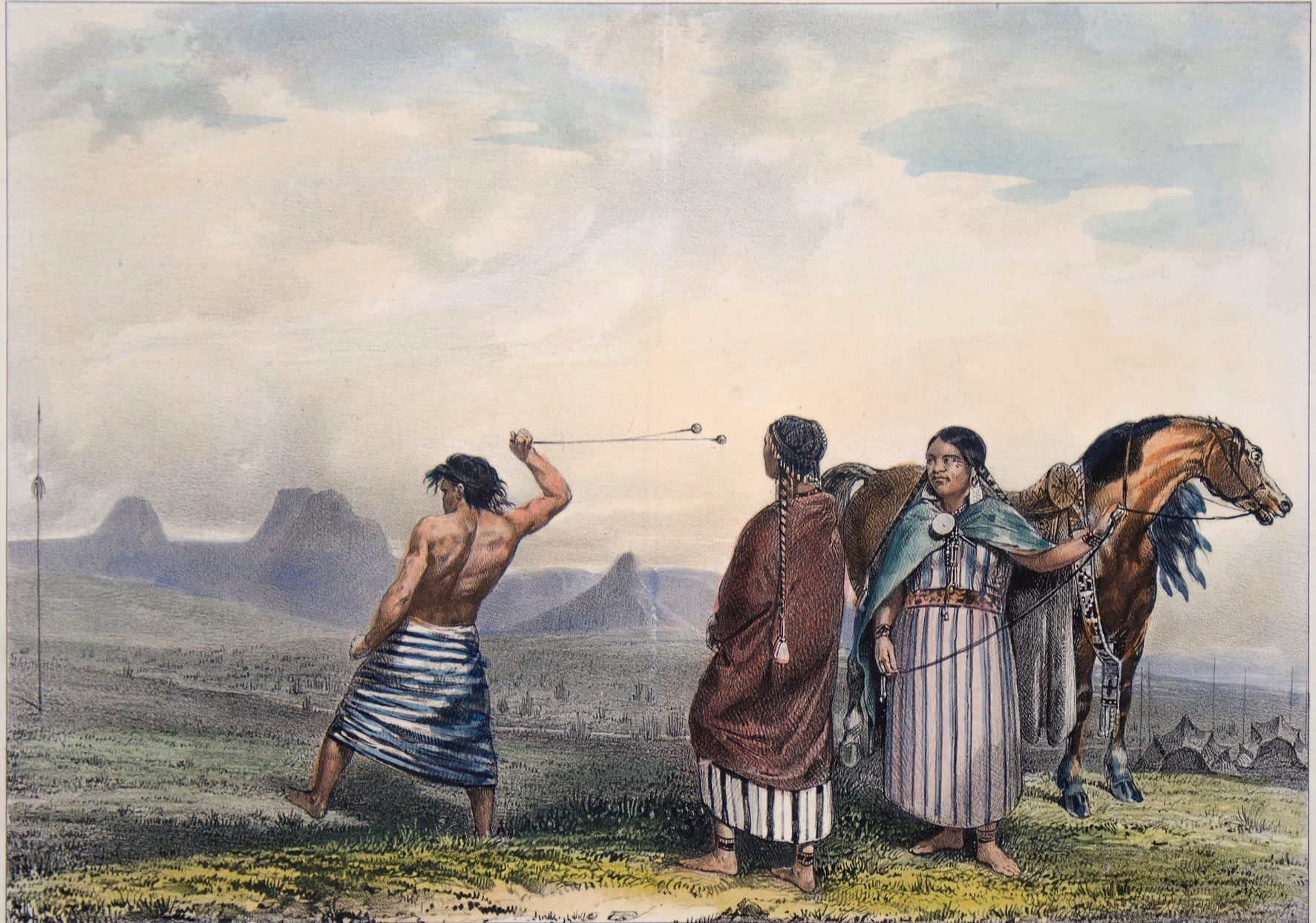
Araucanos en sus Toldos en sierra de la Ventana cerca de Bahía Blanca. Autor: Orbigny, Alcide Dessalines 1836.

En Argentina los mapuches y los "pampas araucanizados" o "pampas mapuchizados" fueron sometidos por el Estado argentino a través de varias incursiones realizadas al sur del río Salado a partir de mediados del siglo XIX, las cuales alcanzaron su punto cúlmine con la campaña denominada la Conquista del Desierto. "Desierto" es la palabra con la que en Argentina se denominaba a toda esa extensa zona bajo dominio indígena que coincidiría con todo lo que actualmente es: las provincias de la Patagonia argentina, toda la provincia de La Pampa, la mitad sur de San Luis, la mitad sur de Mendoza, todo el interior de la provincia de Buenos Aires situada hacia el sur del Río Salado del sur, el sur de la provincia de Córdoba y parte del sur de la provincia de Santa Fe (al sur y oeste del río Salado del sur).

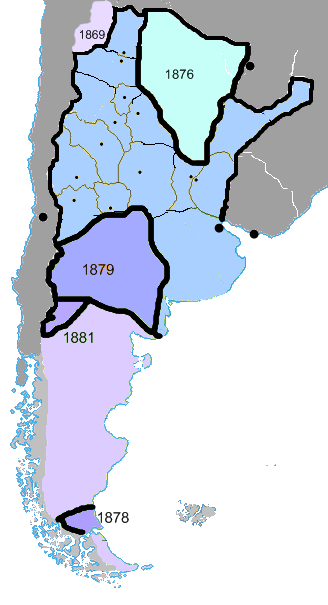
Evolución del territorio ocupado por el Estado argentino en el.

Los sucesivos gobiernos realizaron las Campañas previas a la Conquista del Desierto y la posterior Campaña de Rosas al Desierto, un intento en 1833 que permitió a las tropas argentinas ocupar casi todo el territorio al norte del río Negro; unas 2900 leguas cuadradas, (aproximadamente 14 500 km²) que quedaron fuera del dominio indígena. La guerra civil en Argentina permitió que los mapuches y mapuchizados se rehicieran, de modo que a inicios de 1870 estos pueblos realizaban sus correrías casi hasta las inmediaciones de las ciudades de la ciudad de Mendoza, de la ciudad de San Luis, de la ciudad de Río Cuarto, el sur de la provincia de Santa Fe y gran parte de la provincia de Buenos Aires, llegando hasta unos 70 km de la ciudad de Buenos Aires.
Posteriormente, y paralelamente al proceso de Ocupación de la Araucanía que se estaba realizando en Chile, Argentina en 1879 llevó a cabo un proceso similar y exitoso, la Conquista del Desierto, una campaña bélica para conquistar las tierras controladas por los indígenas en las Pampas y la Patagonia en la vertiente oriental de los Andes.
Durante las campañas del desierto se produjo un genocidio y epistemicidio de muchas culturas previamente Araucanización, al trasladar a la población indígena sometida a Buenos Aires a pie a través de más de mil kilómetros y luego por barco hasta esta misma ciudad, donde se estima llegaron unos 3000 prisioneros. Algunos sobrevivientes relataron la crueldad del trato, incluyendo el asesinato, la mutilación e incluso la castración de las personas que no podían continuar por el cansancio.
Para concentrar a los prisioneros se levantó un área cercada con alambre en Valcheta o Comarca del Río Chiquito, lugar que hasta poco antes había sido asiento de una comunidad gennakenk (puelche). La investigadora Diana Lenton afirma que también "hubo campos de concentración en Chichinales, Rincón del Medio y Malargüe". Un inmigrante galés fue testigo de aquel encierro y testimonió las condiciones del siguiente modo:

En esa reducción creo que se encontraba la mayoría de los indios de la Patagonia. (…) Estaban cercados por alambre tejido de gran altura, en ese patio los indios deambulaban, trataban de reconocernos, ellos sabían que éramos galeses del Valle del Chubut. Algunos aferrados del alambre con sus grandes manos huesudas y resecas por el viento, intentaban hacerse entender hablando un poco de castellano y un poco de galés: poco bara chiñor, poco bara chiñor” (un poco de pan señor).

La derrota de los aborígenes fue total. Esta conquista, iniciada formalmente en 1879 y que dirigida por el general Julio Argentino Roca fue una de las causas que motivaron que al año siguiente, en 1880, fuera elegido presidente de Argentina.

#### Reino de la Araucanía y la Patagonia

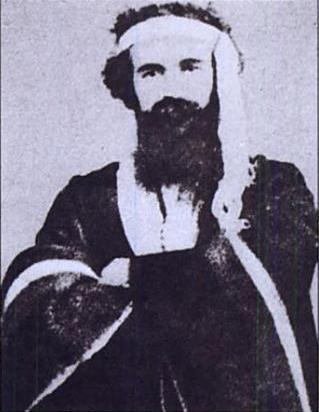
Orélie Antoine de Tounens vestido con ropa mapuche.

El gobierno chileno tomó la decisión de ocupar efectivamente la Araucanía cuando apareció en la zona, en el año 1860, el francés Orélie Antoine de Tounens, quien intentó reclamar los territorios de la Araucanía y la Patagonia oriental fundando un reino, fue coronado rey por un grupo de comunidades mapuches bajo el nombre de Orélie Antoine I.
Posteriormente fue juzgado en 1862 y recluido en un manicomio. El cónsul francés logró sacarlo de allí y lo repatrió a Francia.
Más adelante intentó volver a la zona pero le fue impedido por las autoridades.

#### Refundación de ciudades de la época de la conquista e incorporación de los indígenas
Chile finalmente consiguió la ocupación e integración de los territorios al sur del río Biobío en 1884 cuando las últimas comunidades declaran la rendición y se refunda la ciudad de Villarrica y anteriormente Angol. Se fundan escuelas, ciudades y se incorpora a los habitantes en el sistema legal y al quehacer nacional.

### Chile: Desde elsigloXXa la actualidad

#### Migración campo-ciudad
La migración campo-ciudad mapuche en el siglo XX puede dividirse en dos grandes etapas: la migración económica, que comenzó a intensificarse desde los años 20 y alcanzó un punto álgido en las décadas de 1950 y 1960, y la migración política, derivada del golpe de Estado de 1973. Inicialmente, las migraciones económicas respondieron a la necesidad de buscar empleo en las ciudades, como ocurrió en Santiago, donde desde los años 20 llegaron mapuches para trabajar en panaderías y formaron organizaciones como la "Sociedad Galvarino". Este flujo migratorio se acentuó con el crecimiento industrial y la falta de oportunidades en las zonas rurales. Para 1961, se estimaba que hasta el 25 % de la población mapuche vivía fuera de las comunidades tradicionales, aunque los datos eran incompletos y los censos no diferenciaban entre mapuches y no mapuches al considerarse a todos los ciudadanos sin distinción étnica.
A pesar de su impacto, las estadísticas sobre migración campo-ciudad mapuche han sido históricamente insuficientes y marcadas por políticas integracionistas que no los consideraron por su identidad indígena, sino como ciudadanos. Desde la división forzada de comunidades bajo leyes como el Decreto con Fuerza de Ley n.º 266 de 1931 hasta el récord de divisiones con el Decreto-Ley n.º 2568 de 1979, estas políticas contribuyeron al minifundismo y a la migración forzada hacia las ciudades. En el censo de 1952, se registraron apenas 875 mapuches en Santiago, una cifra claramente inferior a estimaciones independientes como la de Domingo Curaqueo, quien identificó 10 000 mapuches mayores de 21 años en la misma provincia.

#### De la reorganización hasta la dictadura militar
En las siguientes generaciones de mapuches, emergieron diferentes organizaciones, tales como la Corporación Araucana de Venancio Coñuepán Huenchual, Federación Araucana de Manuel Aburto Panguilef, la Sociedad Caupolicán y la Unión Araucana de Antonio Chihuailaf. Entre estas organizaciones existían diferentes posiciones, desde el tradicionalismo hasta el catolicismo asimilacionista, pero todos compartían la idea de recuperar las tierras que consideraban usurpadas para, según ellos, poder conservar la cultura propia. De esta manera el "movimiento mapuche" ingresó a la escena pública chilena, entremezclándose con la política y sus partidos; aunque siempre conservando su especificidad. Este proceso llegó a su clímax a finales de la década de 1960 y principios de la de 1970.
La crítica radical al statu quo por parte de varios sectores de la sociedad chilena, permitió a algunos grupos mapuches incorporarse con las demandas por las tierras. Fue así como en 1969 comenzaron las tomas ilegales de terreno en la provincia de Cautín, la manifestación fue conocida como "el Cautinazo".
Con el proceso de la reforma agraria, iniciado Jorge Alessandri Rodríguez (1958-1964), continuado por Eduardo Frei Montalva (1964-1970) y acelerado por Salvador Allende (1970-1973), muchas comunidades mapuches se radicalizaron e iniciaron una ocupación de tierras sin precedentes[cita requerida] en la historia republicana, al margen de los programas del gobierno de Allende. Hacia 1972, otros habitantes de la zona, en su mayoría los latifundistas afectados, se organizaron en los comités de retoma, grupos paramilitares armados que fueron perseguidos por el gobierno allendista mediante la Ley de Seguridad Interior del Estado.

#### La Dictadura Militar y el Acuerdo de Nueva Imperial
Durante la dictadura militar (1973-1990), los opositores a esta, en especial los grupos guerrilleros, fueron reprimidos de diversas maneras, incluyendo la tortura y la desaparición. Las organizaciones políticas que reclaman tierras de forma colectiva reaparecieron hacia 1978, como reacción al Decreto Ley 2675 que derogaba la figura jurídica de la propiedad comunal sobre la tierra y la calidad de indígena de sus ocupantes en el aspecto legal. Surgieron así los Centros Culturales Mapuches, única forma de organización permitida en ese entonces, que más tarde darían paso a la organización Ad Mapu.
En el año de 1976 se formaría Consejo Regional Mapuche en la cual la dictadura militar chilena inicia el estudio de un proyecto de subdivisión y modernización de la propiedad rural indígena, a partir del principio de propiedad privada, posteriormente esta se cambiaria al Consejo Regional Indígena el cual estaría conformado por representantes de las sociedades mapuches de las provincias de Valdivia, Cautín y Malleco. Las organizaciones reaparecieron a partir de 1978, como reacción al Decreto Ley 2568 que liquidaba la figura jurídica de la propiedad comunal sobre la tierra, último resguardo sobre sus propiedades, y además la calidad de indígena de sus ocupantes, el cual obtuvo rechazo del público de la zona. Surgieron así, promovidos por la Fundación Instituto Indígena del Obispado de Temuco, los Centros Culturales Mapuches, nombre que permitía una mayor probabilidad de eludir la persecución de la dictadura, que más tarde (1981) darían paso a la organización Ad Mapu, tronco de posteriores organizaciones.

#### Devolución de tierras durante la dictadura
Desde 1978 en aplicación del artículo 25 del decreto ley N.º 2568, se dispuso la ampliación de las tierras indígenas, traspasando a 2639 indígenas un total de 51 predios agrícolas durante el período, que eran propiedad del Fisco, SAG, ex CORA, CORFO y CONAF, con una superficie total de 113 342,07 hectáreas. Con la aplicación de dicha normativa, desde 1978 a 1990 se decomisaron, en total, 69 984 títulos de dominio individual a los indígenas, y en virtud de las demás disposiciones de ese texto legal y las nuevas tierras traspasadas, se completaron 72 931 títulos de dominio.
En 1989, los grupos pertenecientes a los "Consejos Regionales" mapuches nombraron a Augusto Pinochet como Ulmen Füta Lonko o Gran Autoridad.

#### Acuerdo de Nueva Imperial
El mismo año, Ana Llao de la Comunidad Admapu junto a otros dirigentes de diversas organizaciones mapuches se reunieron en Nueva Imperial con el candidato de la coalición opositora (Concertación de Partidos por la Democracia), Patricio Aylwin Azócar. En ese "parlamento" se acordó que el Estado daría reconocimiento constitucional a los derechos económicos, sociales y culturales de los pueblos indígenas, se formaría una Comisión Especial en conjunto con las organizaciones indígenas para elaborar un proyecto de ley indígena. A cambio de esto, las organizaciones indígenas se comprometían a utilizar la vía institucional para canalizar sus demandas.

#### Relación con los gobiernos de la Concertación
El consejo, fundado en 1990, se ha caracterizado por sus demandas radicales, en especial de las consignas ligadas a "la recuperación de los territorios ancestrales" y "la autonomía territorial política del pueblo mapuche", además de la elaboración de la bandera Wenufoye en 1992. y el uso del término Wallmapu en su nombre en mapudungun, Aukiñ Wallmapu Ngulam. La organización llevó a cabo varias tomas ilegales de tierras de privados.
El historiador chileno Cristóbal García Huidobro plantea que: "la terminología 'Wallmapu' no es una que sea relativamente antigua, sino que es más nueva. Surge, hasta donde se ha logrado entender, de un movimiento revisionista, a principios de la década de 1990 (...) hacen un reestudio y un revisionismo de la identidad, del lenguaje, así como también de los símbolos que representarían al pueblo mapuche (...) no es una cuestión histórica propiamente tal, no proviene de la cultura ancestral del pueblo mapuche que nunca percibió su territorio como un lugar particularmente definido". Wallmapu significa "Universo" en la cosmovisión mapuche de manera ancestral.
El grupo inició una siembra ideológica en el sur de Chile que dio los sustentos para fortalecer la noción de autodeterminación. Paralelamente al Consejo, a fines 1989 varios grupos iniciaron tomas de tierra en Lumaco y otras zonas. Como consecuencia en los años 90, las ideas autonomistas entran en las cárceles de la región.
Mientras en las urbes se consolidaba la transición a la democracia, en los campos subalternos indígenas del sur se venía configurando un proyecto político que sus mismos dirigentes denominaron "la reconstrucción del Wallmapu", y que fue ignorado por la clase política chilena.
La respuesta del gobierno de Eduardo Frei a la toma de terrenos, fue la aplicación reiterada de la Ley de Seguridad Interior del Estado, que terminó con 144 personas condenadas.
En 1997 se realiza el "Congreso Nacional del Pueblo Mapuche" con participación de las organizaciones territoriales emergentes. Dicho encuentro incorporó el concepto de "territorialidad indígena" hasta entonces ausente, exigiendo su reconocimiento y protección. Además propuso que las Áreas de Desarrollo Indígena constituyan en "espacios de autogestión, de participación indígena, y de protección del territorio frente a proyectos que perjudican el medio ambiente". El mismo Congreso propuso la autonomía como "eje de articulación del nuevo diálogo que impulsa el pueblo mapuche en su relación con el Estado y la sociedad chilena..."
Wallmapuwen (usualmente traducido al español como Compatriotas del Wallmapu) es un movimiento político de izquierda fundado en 2005. En agosto de 2005 firma su declaración de principios y en octubre realiza una reunión para darse a conocer públicamente. El 4 de noviembre de 2006 lanza sus bases programáticas en la ciudad de Temuco, un año más tarde, el 24 de noviembre de 2007, en un acto público en la misma ciudad, firma el acta de su inscripción ante el Servicio Electoral y se constituye legalmente en 2016 pero disuelto en 2017 por no haber conseguido suficiente apoyo en las urnas.
Durante el gobierno de Ricardo Lagos y específicamente en 2002, el joven Álex Lemun Saavedra participó en una ocupación de tierras en el Fundo Santa Alicia en la comuna de Ercilla, Provincia de Malleco, al llegar Carabineros al lugar procedieron a desalojar el terreno, se hizo uso de escopetas antimotines cargadas con balines de plomo y Lemun falleció a causa de un disparo.
Además, debido a los reiterados ataques a fundos de propiedad privada por parte de la Coordinadora Arauco-Malleco, se inició la operación de inteligencia denominada "Operación Paciencia", dirigida desde la Subsecretaría del Interior la cual estaba presidida por Jorge Correa Sutil. Durante la operación se acusó que el accionar de la CAM fue de carácter terrorista y por lo tanto sus dirigentes fueron encarcelados tras diversos juicios, como el llamado "Caso Loncos", donde los loncos Pascual Pichún y Aniceto Norin fueron condenados a 5 años y 1 día de prisión por amenaza de incendio terrorista y el "Caso Poluco-Pidenco", donde cuatro personas fueron condenados a 10 años y un día de prisión por incendio terrorista.
Tras los hechos ocurridos, aparecieron detractores de los juicios, entre ellos están: Rodolfo Stavenhagen, su Relator Especial para Pueblos Indígenas de las ONU, Amnistía Internacional, que los califican como juicios que presentan una legalidad cuestionable. Los hechos fueron denunciados a la Comisión Interamericana de Derechos Humanos, por infracción al debido proceso, entre otras razones, consagrado en la Convención Interamericana de Derechos Humanos. Este órgano decretó la admisibilidad de la denuncia.
Diversos hechos de violencia han ocurrido resultando en la muerte de personas como Matías Catrileo, Jaime Mendoza y el matrimonio Luchsinger-Mackay.
En los últimos años en la región del Biobío, la Araucanía y de Los Ríos distintas organizaciones han realizado ataques a empresas forestales y sus vehículos de trabajo (camiones, autos, buses y retroexcavadoras), a algunos pobladores rurales de la zona (el matrimonio Luchsinger-Mackay durante una toma y posterior quema de edificaciones dentro del terreno de aquellos), a templos espirituales (iglesias cristianas)
Debido a los constantes ataques que se registran en la zona, en 2015 un gremio de camioneros hizo una manifestación frente al Palacio de La Moneda exigiendo el aumento de seguridad en la zona, que se frene la violencia, los ataques incendiarios y a los grupos que realizan aquellos actos.
El vocero de la CAM, Héctor Llaitul Carriñanca, ha respondido a las acusaciones de que la organización ha perpetrado ataques terroristas de la siguiente manera: "el cerco policial y mediático que han construido los empresarios y las autoridades respecto de las demandas del pueblo mapuche, sólo estimula la movilización de este pueblo".
Debido a los diversos ataques registrados en la zona, Carabineros de Chile está destinada a cuidar predios en vez de ejercer sus labores habituales.

##### El conflicto forestal
Recién comenzada la década de 1990 y vuelta parcialmente la democracia, el Consejo de Todas las Tierras llevó a cabo varias ocupaciones simbólicas de tierras ancestrales mapuches en manos de privados. La respuesta del gobierno fue el requerimiento de aplicación de la Ley de Seguridad del Estado, promulgada durante el gobierno de Carlos Ibáñez del Campo, lo que terminó con 141 mapuches condenados y con sus derechos políticos suspendidos.
En 1993 se aprobó la Ley de Desarrollo Indígena 19.253. Sin embargo, la nueva institucionalidad que consagraba operó con la cooperación de los principales referentes mapuches hasta que en 1997 sobrevino una nueva crisis. La empresa española ENDESA comenzó la construcción de una segunda central hidroeléctrica en la zona del Alto Bío Bío (con el nombre de Ralco). Las hermanas Berta Quintremán y Nicolasa Quintremán junto a otras familias mapuches-pehuenches que habitaban la zona se negaron a abandonar sus tierras, amparados en la nueva legislación que exigía la autorización de la Corporación Nacional de Desarrollo Indígena (CONADI) para poder permutar tierras indígenas. Ante la negativa de este organismo gubernamental a aprobar dicha permuta, por no cumplir con los requisitos legales, medioambientales y sociales, el presidente Eduardo Frei destituyó al director de la CONADI y a la autoridad ambiental que también se oponía el megaproyecto. De esta manera, se inundaron miles de hectáreas de tierras y sitios sagrados para el pueblo mapuche-pehuenche, de una manera totalmente autoritaria.
Al mismo tiempo, en los valles centrales comenzaba la explotación de las plantaciones forestales sembradas a mediados de la dictadura militar chilena, en predios que habían sido recuperados por los mapuches durante el gobierno de Allende, pero que posteriormente pasaron a manos de empresas privadas. Tanto los intereses de las grandes empresas madereras que explotan plantaciones forestales en territorio mapuche, como el temor de los agricultores que explotan predios considerados como usurpados por las comunidades mapuches, y el aumento de la violencia hacia fines de los años 1990 en la zona, motivaron al Senado a expresar en un informe su preocupación por la grave amenaza a la seguridad jurídica en la zona del conflicto (S 680-12). El informe fue cuestionado por entidades de derechos humanos chilenas e internacionales como Human Rights Watch y otras, que señalaron la existencia de múltiples situaciones que justificaban las demandas. Los informes de las entidades coincidían en criticar que se aplicaran a la protesta social leyes destinadas al combate contra el terrorismo.

##### Violencia en la Macrozona Sur (1997-)

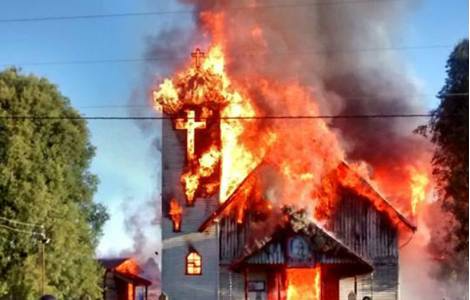
Una iglesia arde durante las quemas de 2016.

El primer atentado, que marca el inicio del período de violencia en la Macrozona Sur de Chile, ocurrió en diciembre de 1997 con la quema de tres camiones. Desde entonces, la violencia se ha acrecentado progresivamente y se ha expandido a las regiones aledañas del Biobío y Los Lagos.
Durante el gobierno de Ricardo Lagos la respuesta estatal al conflicto mapuche, adquirió dos principales vías. Por un lado a través de la aplicación de la ley contra las acciones ilegales y violentas de los activistas mapuches, cuyo momento más crítico ocurrió en 2002, durante una ocupación ilegal de tierras en el fundo Santa Alicia en la comuna de Ercilla, provincia de Malleco, el joven comunero Alex Lemun Saavedra perdió la vida por la acción de Carabineros de Chile, quienes hicieron uso de escopetas antimotines cargadas con balines de plomo. Por otro lado, mediante una operación de inteligencia llamada "Operación Paciencia" dirigida desde la Subsecretaría del Interior presidida por Jorge Correa Sutil se sindicó a la Coordinadora de Comunidades en Conflicto Arauco-Malleco, como una organización de carácter terrorista y fue perseguida como tal, encarcelándose a sus dirigentes. Ejemplos paradigmáticos de estos juicios fueron el llamado "Caso Loncos" —donde los Lonkos Pascual Pichun y Aniceto Norin fueron condenados a 5 años y 1 día de prisión por "amenaza de incendio terrorista"— y el "Caso Puluco-Pidenco" —donde cuatro comuneros fueron condenados a 10 años y un día de prisión por "incendio terrorista"—.
Estos juicios han sido denunciados por la Organización de Naciones Unidas, a través de su relator especial para Pueblos Indígenas Rodolfo Stavenhagen, y por organizaciones como Amnistía Internacional, que los denuncian como juicios que presentan una legalidad cuestionable. Los hechos fueron denunciados a la Comisión Interamericana de Derechos Humanos, por infracción al debido proceso, entre otras razones, consagrado en la Convención Interamericana de Derechos Humanos. Este órgano decretó la admisibilidad de la denuncia.
Por su parte, en marzo de 2007, el Comité de Derechos Humanos, órgano encargado de la supervigilancia del Pacto Internacional de Derechos Civiles y Políticos de 1966, en sus observaciones al informe de Chile, también denunció las prácticas criminalizadoras contra el movimiento social mapuche. En este sentido, instó al Estado chileno a modificar la Ley n.º 18.314 (conocida como ley antiterrorista). Además, con relación a los artículos 1 y 27 del Pacto, el Comité lamentó la información de que las "tierras antiguas" continúan en peligro debido a la expansión forestal y megaproyectos de infraestructura y energía, expresando que el Estado chileno debía realizar todos los esfuerzos posibles para que sus negociaciones con las comunidades indígenas lleven efectivamente a encontrar una solución que respete los derechos sobre las tierras de estas comunidades de conformidad con los artículos 1, párrafo 2, y 27 del Pacto, debiendo agilizar los trámites con el fin de que queden reconocidas tales tierras ancestrales, debidamente demarcadas. También exhortó al Estado chileno a efectuar consultas con las comunidades indígenas antes de conceder licencias para la explotación económica de las tierras objeto de controversia y garantizar que en ningún caso la explotación de que se trate atente contra los derechos reconocidos en el Pacto. El 2004 el Comité de Derechos Económicos, Sociales y Culturales ya había formulado observaciones en el mismo sentido.
En marzo de 2006, 4 de los 9 presos mapuches condenados por ley antiterrorista iniciaron una huelga de hambre indefinida, que alcanzó más de 62 días sin lograr que el gobierno de Michelle Bachelet acceda a revisar el polémico juicio llevado a cabo bajo el gobierno de su antecesor.[cita requerida]
En 2007 muchos grupos mapuches[¿quién?] no han renunciado a sus demandas territoriales y muchas de sus organizaciones[¿quién?] exigen autonomía para sus territorios, devolución de sus tierras y más oportunidades de representación política.[cita requerida] En octubre de 2007 se[¿quién?] inició una nueva huelga de hambre; que finalizó sin que el gobierno chileno haya dispuesto la mesa de negociación demandada por los huelguistas.
En 2008, ejerciendo Michelle Bachelet el cargo de jefe de Estado, Matías Catrileo (11 de septiembre de 1985-3 de enero de 2008), un estudiante de agronomía chileno de origen mapuche, murió el 3 de enero de 2008, cuando una subametralladora Uzi perforó por la espalda el pulmón. Matías Catrileo se encontraba participando de una ocupación ilegal de un fundo de propiedad privada que las comunidades mapuches reclamaban como territorio ancestral, razón por la cual, la fuerza pública fue llamada a actuar.
Tras los hechos el carabinero sindicado como el autor del asesinato fue encarcelado mientras se realizaron las investigaciones pertinentes. Se[¿quién?] han elevado críticas en contra del fiscal militar, José Pinto Aparicio, que investiga la causa por ser el mismo que indagó acerca del asesinato de Alex Lemún en 2002, que permanece impune, pues la causa fue sobreseída por la Corte Marcial en 2004.

##### Intensificación de los enfrentamientos en la Araucanía desde 2020
En mayo de 2022 la Cámara de Diputados de Chile declaró a la Coordinadora Arauco-Malleco, Resistencia Mapuche Malleco, Resistencia Mapuche Lafkenche y Weichán Auka Mapu como "asociaciones ilícitas de carácter terrorista".

### Reclamo del derecho de autodeterminación
Si bien el Imperio español no llegó a ocupar efectivamente la totalidad del territorio que habitaron los mapuches, la desintegración del primero que sobrevino como consecuencia de las Guerra de independencia hispanoamericana produjo, una vez concluido ese proceso, el nacimiento tanto de Chile y de Argentina como estados independientes, los que varias décadas después, lograron consolidar efectivamente la soberanía sobre los territorios heredados de España, luego de la Ocupación de la Araucanía y de la Conquista del Desierto y asignaron a los mapuches a "reducciones" en Chile y "reservas" en Argentina.
En el siglo XXI la población mapuche es principalmente urbana pero mantiene vínculos con sus comunidades de origen y subsisten los reclamos de territorio y reconocimiento de su cultura.
Organizaciones mapuches como el Consejo de Todas las Tierras, la Coordinadora Arauco Malleco (CAM), Resistencia Mapuche Lafkenche Resistencia Mapuche Malleco y Weichan Auka Mapu reclaman el derecho a la autodeterminación establecido en la Carta de la Organización de las Naciones Unidas. Con la adopción de la Declaración de los Derechos de los Pueblos Indígenas por la Asamblea General de las Naciones Unidas el 13 de septiembre de 2007, la comunidad internacional ha reconocido expresamente el carácter de pueblos de los indígenas, como ya lo afirmara el Relator Especial de Naciones Unidas, Miguel Alfonso Martínez, quien en su estudio encargado por esa organización internacional sostuvo que “no he podido hallar argumento jurídico suficiente para que pueda defenderse la idea de que los indígenas han perdido su personalidad indígena internacional como naciones/pueblos”. Actualmente poseen representación en la UNPO.
Si bien la amplitud de la autonomía y beneficios reclamados varían entre los distintos sectores mapuches, muchas de las organizaciones mapuches[¿quién?] que la reclaman, la relacionan y la piden de la misma forma que el derecho de autodeterminación obtenida por el pueblo inuit en Groenlandia, desde la década de 1990; o como los beneficios logrados por los indígenas de Bolivia a partir de la más reciente elección de un presidente aimara en ese país (Evo Morales). 
Además organizaciones mapuches como Wallmapuwen han entablado vínculos con el Bloque Nacionalista Gallego y Esquerra Republicana de Catalunya, proponiendo replicar el sistema español de las comunidades autónomas en Chile, así como el reconocimiento de los pueblos indígenas en la constitución (similar caso al reconocimiento de las administraciones y lenguas regionales en España).
También en el mundo de la cultura no mapuche, su causa ha encontrado eco. Ejemplo de ello son el caso del escritor internacionalista Asel Luzarraga que estuvo detenido; o el de la cineasta Elena Varela, que tras estar detenida posteriormente fue dejada en libertad vigilada; hechos que, para los partidarios de las peticiones mapuches, parecen una ofensiva de Chile para apagar las voces en defensa de este pueblo indígena.
Durante el proceso convencional constituyente de Chile de los años 2019-21, el pueblo mapuche eligió 7 convencionales constituyentes mediante el sistema de escaños reservados, en que 17 de los 155 escaños fueron para representantes de los pueblos indígenas. Además, el 4 de julio de 2021, la lingüista y académica mapuche Elisa Loncón fue electa presidenta de la Convención Constitucional de la República de Chile y en su primera alocución llamó a que Chile fuera refundado y que llegara a ser plurinacional y plurilingüe.

## Cultura

Dibujo de una trapelacucha, adorno pectoral plata utilizado tradicionalmente por mujeres mapuches.

Su cultura se basa en la tradición oral. La conducta social y religiosa estaba regida por el Admapu (conjunto de antiguas tradiciones, leyes, derechos y normas). Su idioma es el mapudungun, una lengua aglutinante polisintética que hasta ahora no se ha relacionado de modo satisfactorio con ninguna otra. Como deporte tradicional tienen el palín o chueca, un deporte que se presenta más o menos parecido al hockey, y en otros tiempos también al linao, especialmente entre los huilliches.
Entre el patrimonio cultural tangible, se destaca el arte textil, la platería y la gastronomía.

### Organización social
Su organización y estructura social está basada principalmente en el núcleo familiar, y las relaciones establecidas con otras familias. La familia mapuche tradicional estaba conformada por el padre, sus mujeres y sus hijos. Las conductas matrimoniales que permitía este sistema de parentesco fueron interpretadas por los españoles como moralmente reprobables, otorgándoles un sentido negativo. Actualmente la poligamia tradicional ya no existe entre los mapuches, aunque pueden persistir ciertas formas de vida conyugal compartida. Las relaciones de parentesco, como parte de la articulación de las comunidades, reciben nombres específicos: tuwün refiere a la ascendencia materna, küpan a la paterna y reñma a la red extendida a partir de la línea paterna.

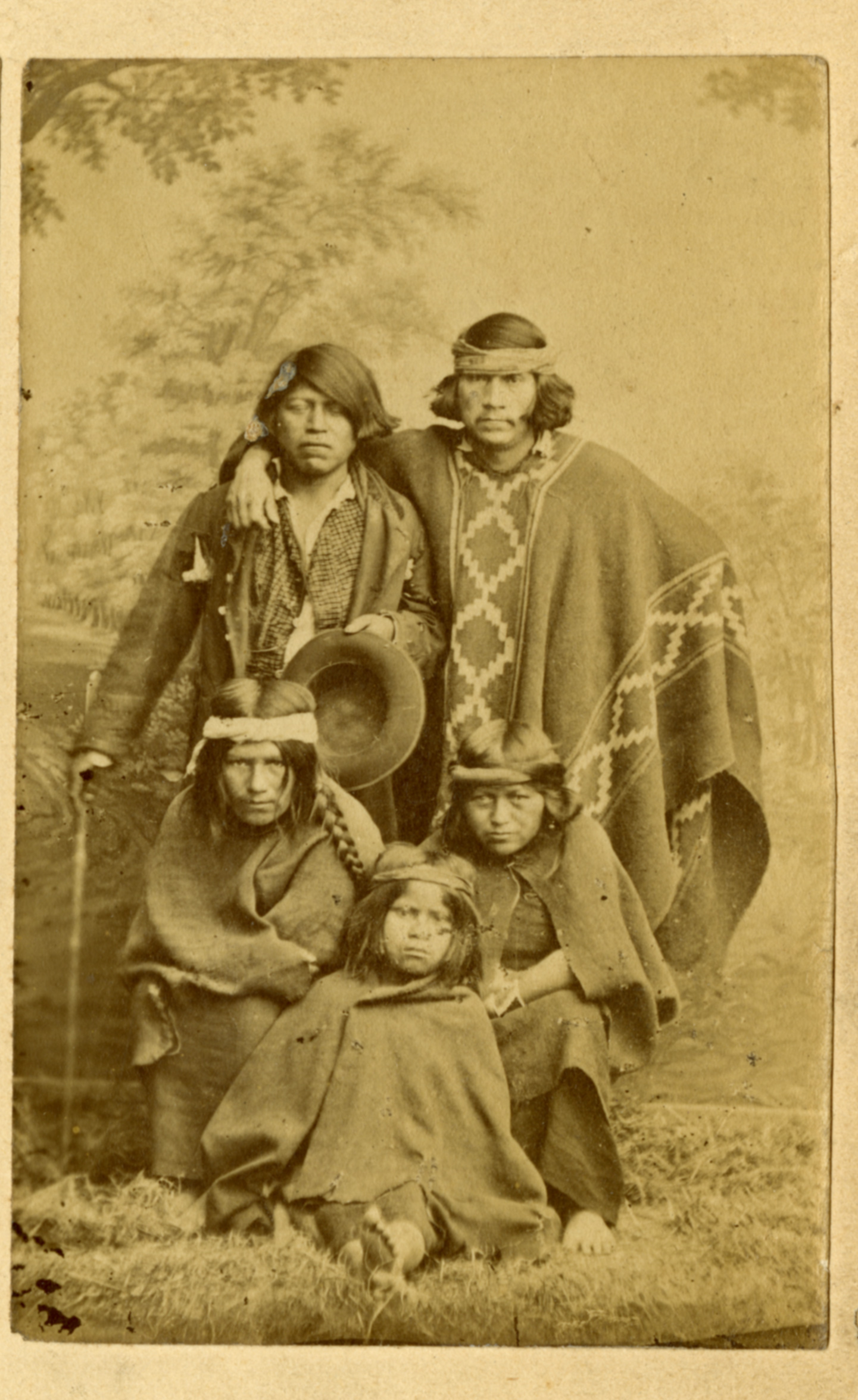
Familia mapuche hacia 1890.

Los grupos de familias relacionados en torno a un antepasado común se denominaban los lof, a menudo escrito lov, levo o caví por los historiadores. Las familias que conformaban un lof vivían en rucas vecinas y se ayudaban entre ellas; cada uno tenía como jefe a un lonco ('cabeza' en mapudungun).
En tiempos de guerra se unían en grupos más amplios denominados rehues, que eran formados por varios lofs, que conformaban un grupo equivalente al de una tribu,[cita requerida] a cargo de cada rehue existía un jefe militar llamado toqui.
En tiempos de grandes calamidades como sequías, epidemias, invasiones u otros grandes problemas que afectaban una gran extensión de territorio; se reunían varios rehues y conformaban unas agrupaciones denominadas aillarehues. Su jefe era el Mapu-toqui ('jefe militar de una comarca en estado de guerra'). Los aillarehues adquirieron gran importancia para enfrentar a los españoles.
La lucha contra de los conquistadores españoles forzó a los mapuches a formar alianzas entre varios aillarehues, que se denominaron butalmapus o zonas de guerra. Los jefes de los butalmapus eran elegidos por los toquis, y este jefe era conocido por los españoles como gran toqui. Existieron tres butalmapus históricos principales:
- Lafken mapu: en la región de la costa.
- Lelfun mapu: en la región de los llanos.
- Inapire mapu: en la región precordillerana.

Actualmente en su organización social, a los grupos de familias cercanas ubicadas en un sector geográfico específico se les denomina comunidades.

#### La familia y el sistema de parentesco
La familia mapuche desempeña, esencialmente, dos funciones: económica y cultural.
- En el ámbito económico, se manifiesta como una unidad de producción y consumo. Todos los miembros desempeñan un rol económico, diferenciado según el sexo y la edad.
- En el cultural, la familia es el ámbito donde los jóvenes miembros de la familia son socializados, aprendiendo la cultura e incorporando el estilo de vida tradicional.

Pero estos dos aspectos, el económico y el cultural, no se hallan disociados: el desarrollo cultural se efectúa en el mismo proceso de producción y consumo, y viceversa. Es por esto que el desarrollo cultural es indisociable del desarrollo económico. La transmisión de los saberes culturales se efectúa en el ámbito doméstico (de padres-madres a hijos, de abuelos a nietos, de tías y tíos a sobrinas y sobrinos, etc.) y a través de las prácticas: en el mismo momento en que se realiza una actividad se está enseñando y aprendiendo (la cría del ganado, la elaboración de comidas, la confección de tejidos, etc). Mientras en las grandes sociedades humanas son principalmente la familia, la escuela y los medios de comunicación quienes administran y transmiten la cultura; en las comunidades o grupos humanos más pequeños, tales como las comunidades mapuches, estas funciones suelen estar mezcladas con otras de índole económica y social.

##### Reglas de vida familiar
- El patrilinaje: Los miembros de la familia están unidos por vínculos de parentesco que vienen desde la línea paterna. La nomenclatura de las relaciones es de tipo omaha.
- La exogamia: Se busca pareja fuera del grupo familiar propio, definido según el criterio anterior.
- La patrilocalidad: La mujer sigue al hombre a su residencia.

### Creencias y religión

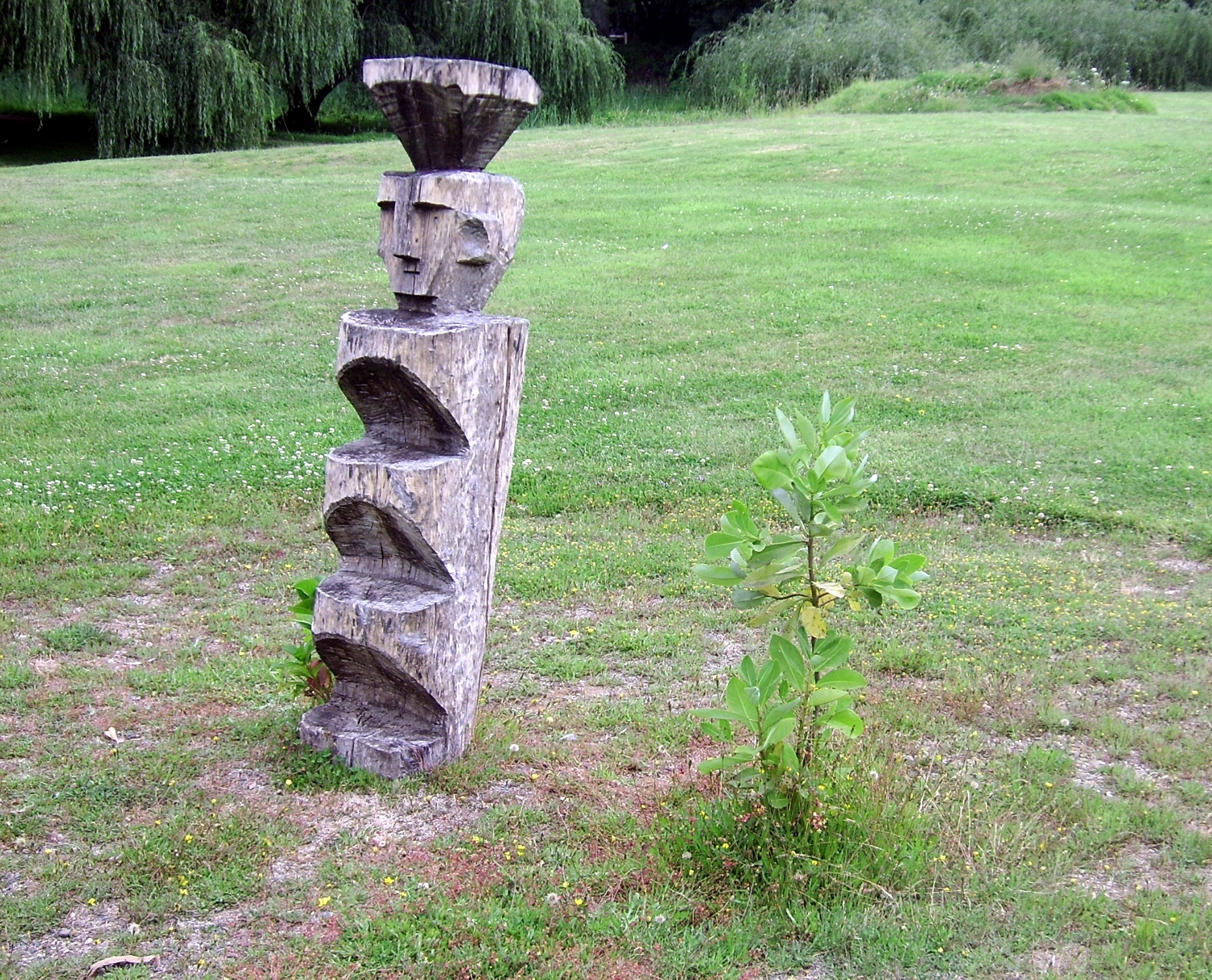
Rehue y canelo, símbolos sagrados mapuche.

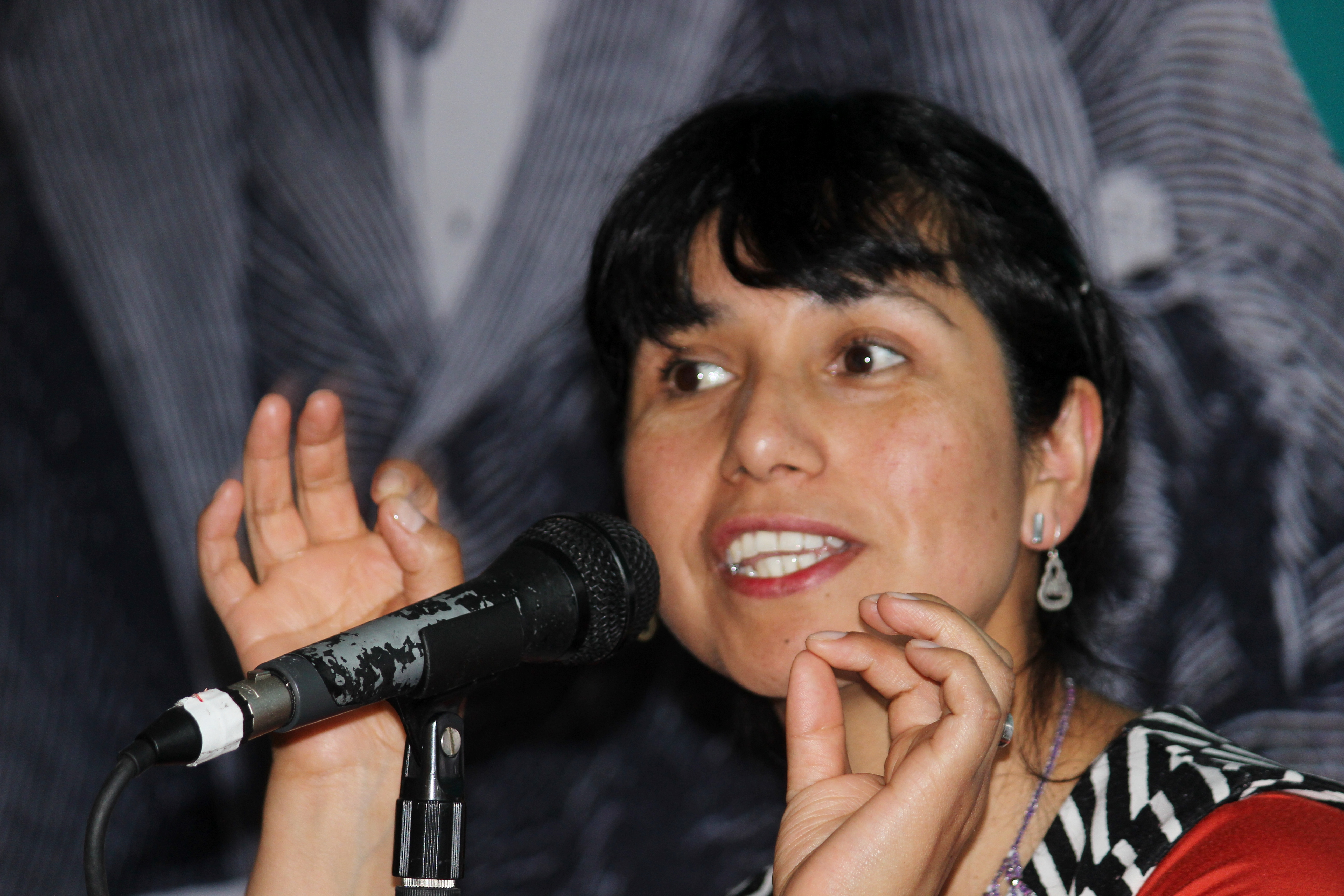
Margarita Canio Llanquinao, coautora del libro Wenumapu, astronomía y cosmología mapuche.

La religión mapuche se basa en términos generales en la ligación del mundo espiritual con el mundo tangible. 
Sus aspectos principales son el respeto al mundo espiritual; el culto a los espíritus y a los antepasados míticos, llamados Pillanes y Wangulén (Antu, Kuyén, etc.), el culto a los espíritus de la naturaleza, llamados Ngen; y la interrelación del pueblo mapuche con la Tierra.
Que la creencia en un ser superior y omnipotente sea anterior al contacto con el cristianismo es un tema disputado, pero actualmente se cree en Ngünechen ("Dueño de la Gente", castellanizado Guenechén o Ngenechén) como el dios equivalente o un sinónimo al Dios cristiano; pero que antes de la influencia cristiana en esta cultura, sus características habrían correspondido realmente a características de espíritus individuales e independientes. 
Así, actualmente producto del sincretismo o conversión producida por la influencia cristiana, en sus comunidades se profesa la religión cristiana mayormente católica y, en menor proporción, evangélica.
En noviembre de 2007, se llevó a cabo la beatificación del primer mapuche, el joven argentino Ceferino Namuncurá (1886-1905).
Además la mitología se caracteriza por presentar numerosos seres mitológicos, tales como el chonchón y personajes semimíticos como los kalku. Dentro de su tradición, destaca el mito de la creación de la geografía del sur de Chile, en la historia de Cai Cai y Tren Tren o Ten Ten.
Referente a las figuras más importantes dentro de la religión mapuche son por excelencia el ngenpin, la machi y el lonco, encargados del culto, el conocimiento y de la celebración de variados rituales; en el que destaca un ritual mezcla de adoración y diversión, llamado guillatún, según el territorio en dónde se celebre, siendo de carácter netamente religioso en la zona de precordillera y cordillera; y el machitún, que es una ceremonia de sanación y augurio.
Existen antecedentes de sacrificios humanos de niños entre los picunches bajo el dominio inca, y de prisioneros asesinados de forma ritual en la Guerra de Arauco, o como sacrificios, para evitar o finalizar una calamidad o desastre en el pueblo mapuche. 
El último caso que se conoce ocurrió luego del terremoto de Valdivia de 1960, el más devastador de los registrados por la sismología, cuando en las cercanías de Puerto Saavedra una machi sacrificó y lanzó al mar a un niño de cinco años luego del maremoto.

### Ceremonias y tradiciones

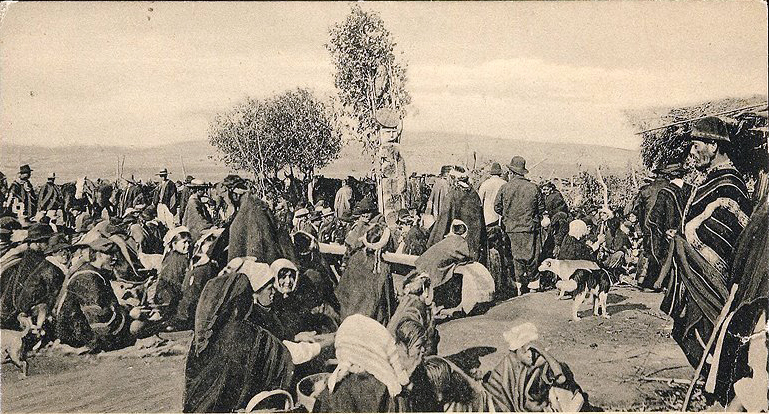
Entierro mapuche en Concepción, circa 1901-1903, con un chemamull al centro.

El pueblo mapuche cuenta con múltiples ceremonias y tradiciones que son su costumbre, entre las más reconocidas el guillatún, el machitún, el llellipun, el machiluwün, el awün, el ngeykurewen, el afafan y la celebración del We Tripantu. De ellas, se explican a continuación tres de las principales:
El guillatún (ngillatun) es una ceremonia de petición y agradecimiento a la divinidad. Para esto se necesita de un lugar especialmente dispuesto para este fin, ngillatuwe. En su centro se instala un rehue y a su alrededor los participantes. Dura un mínimo de dos días y un máximo de cuatro y tiene por objeto pedir a los Guenechén u otros seres espirituales que beneficien al pueblo con lluvias, cosechas abundantes, el aumento del ganado y otros favores. Durante la ceremonia se realizan bailes acompañados de oraciones y se hacen ofrendas, como el sacrificio de animales o la entrega de frutos de la tierra y muday.
El machitún (machitun) se efectúa para sanar a alguien enfermo. Para ello interviene un chamán llamado machi, quien suele orar y cantar junto al enfermo, hasta entrar en trance (küymin), así como descubrir la causa de la enfermedad, que según la creencia se debe a maleficios o transgresiones. Existen ayudantes (dungumachife) que traducen las palabras del machi y otros que ahuyentan a los espíritus malignos involucrados en la enfermedad. Junto con señalar al causante del mal, "sacado" del cuerpo del enfermo, se recetan yerbas medicinales y otros tratamientos.
We tripantu (We Tripantu o Wiñoy Tripantu) es la celebración del año nuevo mapuche. Se realiza en el día de solsticio de invierno, entre el 21 y el 24 de junio. De esta manera, al amanecer del 24 de junio, se inicia otro ciclo de vida en el mundo mapuche y en la tierra. Por lo general es un día de reencuentro, de armonización y equilibrio de las relaciones humanas. Una tradición corriente de esta fiesta es bañarse en un río o lago al amanecer.

### Construcciones y estructuras

Proporción de un chemamüll, estatua funeraria mapuche, respecto de una persona.

La vivienda tradicional de los mapuches es una construcción de gran tamaño denominadas rucas (ruka), con superficies que varían entre los 120 y 240 metros cuadrados; las cuales estaban formadas por paredes de adobe o tablas o de varas de colihue, reforzadas por dentro con postes de madera y se tapizan con totora. El techo es de junquillo o de algún pasto semejante a paja brava. Usualmente no tienen ventanas. En el centro de la vivienda se encuentra un espacio destinado a encender el fuego (kütralwe). Sobre ese espacio, en la techumbre, se practica un hueco destinado a la salida del humo. El interior de algunas rucas puede estar subdividido mediante paneles a fin de conformar espacios más pequeños o incluir plataformas horizontales que amplían en un segundo nivel el espacio destinado al almacenamiento. El telar se ubica cerca de la entrada, a fin de aprovechar la iluminación natural. Las camas y otros objetos del mobiliario se distribuyen cerca de los laterales. Las vigas de la techumbre y otros elementos estructurales se utilizan para colgar diversos objetos, como riendas, sogas o bolsas de cuero.
Construida a partir de troncos de árboles, una estructura ritual importante es el rehue (rewe), que consiste en un altar sagrado utilizado por los mapuches en muchas ceremonias. También destaca las estatuas de madera denominadas chemamüll (de che, persona y mamüll, madera, "madero con aspecto de persona"), las cuales utilizaban en ritos funerarios. Navegan sobre la embarcación local wampo.
En 2007 el arqueólogo Tom Dillehay identificó la existencia de alrededor de 300 túmulos funerarios en las vecindades de Purén y Lumaco, a los que denominó "cuel" (< kuel, "lindero"). Estas colinas artificiales cónicas, de piedra y barro, superan en algunos casos los 40 metros de altura. Según la hipótesis del autor, en la ciénaga de Purén se habría desarrollado un núcleo altamente poblado, que permitió la edificación de monumentos. Dillehay data los cueles a las dos centurias anteriores a la llegada de los españoles: el siglo XIV y el siglo XV. Como hipótesis, postula que las estructuras podrían ser fruto de la influencia inca o de alguna otra de las culturas de los Andes centrales en general.

### Matemática
El sistema de numeración mapuche es uno decimal, con nombres propios para las nueve unidades (kiñe, epu, küla, meli, kechu, kayu, regle, pura, aylla), la decena (mari), la centena (pataka) y el millar (warangka) y el resto de los nombres formado por composición, mediante sumas y multiplicaciones, en que una unidad nombrada a la izquierda de un número de orden superior, lo multiplica y si está nombrada a la derecha, se le suma. Por ejemplo kechu pataka küla mari küla es 533 (5 x 100 + 3 x 10 + 3).
Según Félix de Augusta, los mapuches no tenían un método establecido para operar con fracciones y decimales, de modo que él adaptó la terminología castellana a los usos mapuches.
En el siglo XIX, Claudio Matte en el "silabario del ojo" planteaba que los mapuches no sabían contar y que usaban metáforas para determinar números. Esa afirmación indujo a una creencia errónea durante décadas.

[...] la Ley de Instrucción Primaria y Obligatoria en el año 1928, se encargó de formalizar el menosprecio indígena hacia nuestro pueblo en lo que al sistema numérico y conteo se refiere, y el Sr. Claudio Matte, un gran académico de la Universidad de Chile, autor del "Silabario El Nuevo Método", conocido comúnmente como "Silabario El ojo", en los años 50; destacaba en la lección Nº 21, bajo el título; "Los indios mapuches no saben contar,... para decir uno dicen Sol, y para decir dos, dicen pata de pájaro".
ÑUKE MAPU, Centro de Documentación Mapuche.

### El arte textil

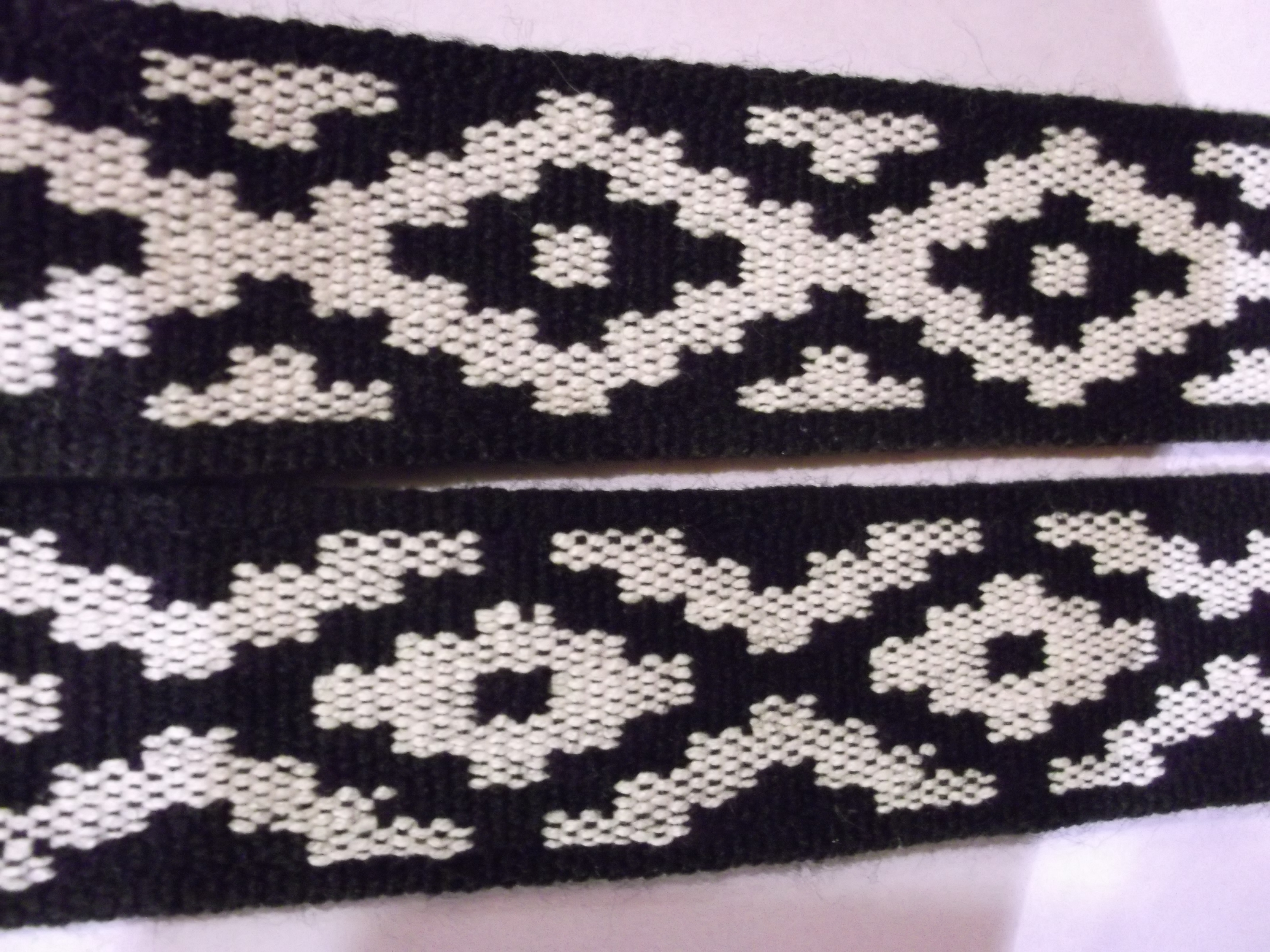
Cinta mapuche tejida con el típico diseño del guemil, similar a la chacana.

Los datos más antiguos sobre la existencia de tejidos en las zonas más australes del continente americano (sur de los actuales Chile y Argentina) se encuentran en algunos hallazgos arqueológicos, como los de los cementerios Pitrén en las proximidades de la ciudad de Temuco, el sitio Alboyanco en la Región del Biobío y el cementerio Rebolledo Arriba en la provincia de Neuquén. Se han hallado evidencias de tejidos realizados con complejas técnicas y diseños con un fechado que ronda entre el 1300-1350 d. C. Sobre la base de estos y otros hallazgos se ha vinculado a la práctica textil desarrollada en la Araucanía con las culturas del norte andino (actuales Ecuador y Perú): los textiles y el saber textil habrían llegado a la región araucana a través de los contactos e intercambios mantenidos con esas lejanas regiones.
Los documentos históricos más antiguos que refieren sobre la existencia del arte textil entre los aborígenes del sur del actual territorio argentino y chileno, datan del siglo XVI y consisten en crónicas de exploradores y colonizadores europeos. Esos testimonios aseguran que a la llegada de los europeos a la región de la Araucanía, los nativos de esa zona vestían textiles realizados con pelo de camélidos que ellos mismos confeccionaban con la materia prima que obtenían de la cría de esos animales. Posteriormente, y con la incorporación del ganado ovino traído por los europeos, estos aborígenes comenzaron a criar esos animales y a utilizar su lana para la confección de sus tejidos, luego de lo cual ésta prevaleció por sobre el empleo del pelo de camélidos. Hacia finales del siglo XVI, estos ovinos criados por los indígenas habían llegado a tener un cuerpo más robusto y una lana más gruesa y larga que la del ganado traído por los europeos, características éstas que permiten suponer que se trataba de animales de una mayor calidad.

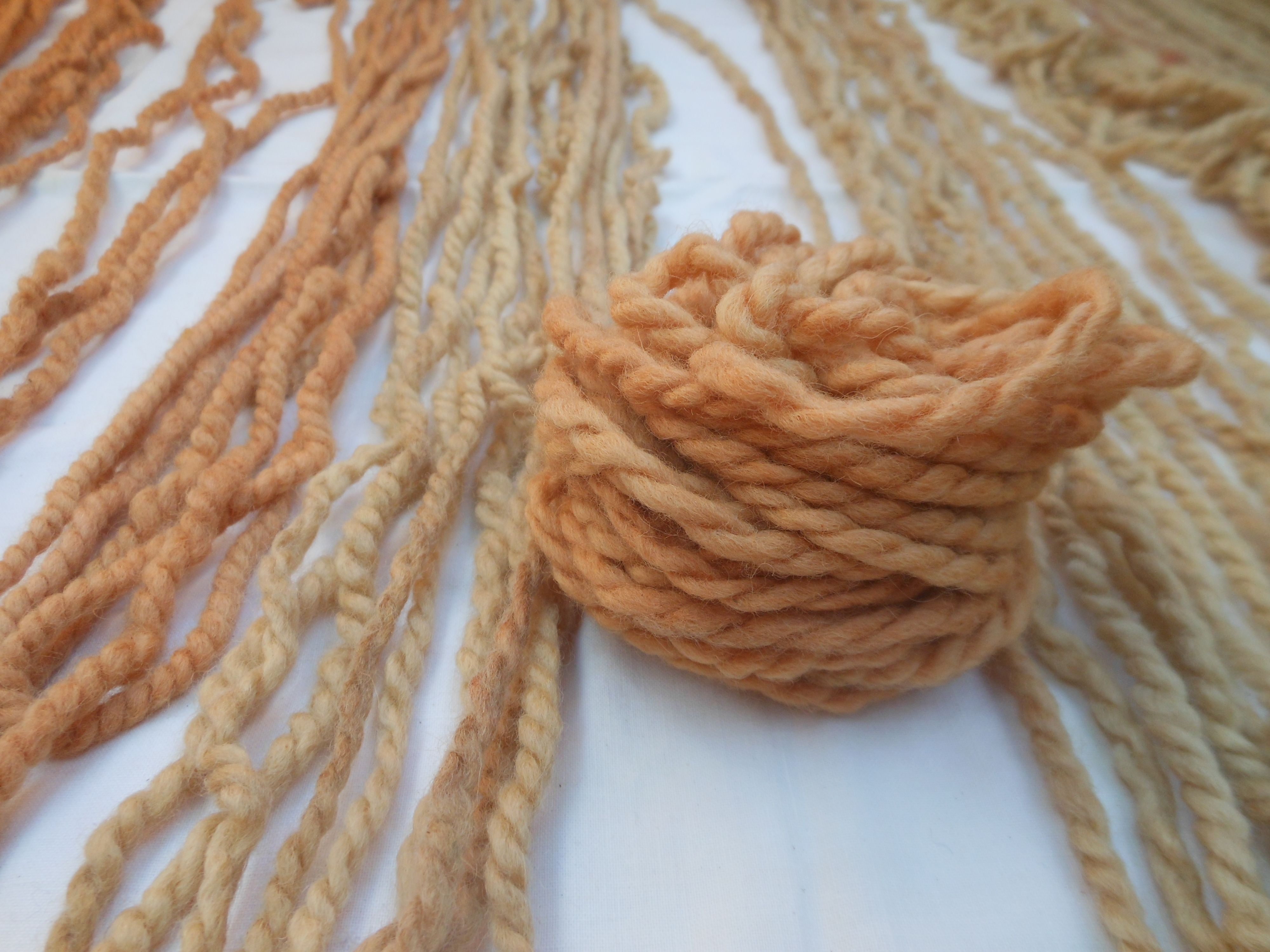
Lana teñida con tintes vegetales.

La prenda principal era el chamal, especie de manta cuadrada, que los hombres sujetaban en la cintura y la envolvían en las piernas a modo de pantalón; las mujeres la sujetaban en el hombro izquierdo con un alfiler grande, mientras otra manta les servía de falda. Estas prendas se teñían con arcillas y pinturas vegetales, combinando tonos y dibujos con gran sentido artístico. Completaban la vestimenta con mantos, vinchas, cintas para la cabeza y cintura.
El telar mapuche se dispone en forma vertical y se compone de un armazón de cuatro maderos, un madero para subir la urdimbre, otro para apretar la trama, una lanzadera y una caña para sostener los hilos que levantan un plano de la urdimbre. De él se deriva el telar chilote o quelvo, de mayor tamaño y disposición horizontal.

#### Importancia económica de los textiles
Estos tejidos eran realizados por las mujeres, quienes transmitían sus conocimientos de generación en generación, en forma oral y mediante la imitación gestual, usualmente dentro del ámbito familiar. Ellas eran altamente valoradas por su saber textil: a través de la elaboración de sus tejidos las mujeres desempeñaban un importante rol económico y también cultural. Por tales razones, al momento de entregar una dote por su matrimonio, un hombre debía entregar una dote mucho mayor si la mujer desposada era una buena tejedora.
En la actualidad, muchas mujeres mapuches continúan realizando los tejidos según la usanza de sus ancestros y transmitiendo su saber de la misma manera: en el ámbito doméstico y familiar, de madres a hijas, de abuelas a nietas, tal como sucedía en el pasado. Esta forma de aprendizaje se basa en la imitación gestual y solo en contadas ocasiones, y cuando resulta estrictamente necesario, la aprendiza recibe instrucciones explícitas o ayuda por parte de sus instructoras. Es decir que el saber se transmite en los momentos de realización de los tejidos: hacer y transmisión del saber van juntos.
En las sociedades andinas los textiles tenían una gran importancia. Ellos eran elaborados con el fin de ser empleados como vestimenta, como utensilio y abrigo para el hogar, y también como símbolo de estatus. Esta característica de los textiles también fue visible en la región de la Araucanía en los siglos XVI y XVII, en donde, según informan distintos cronistas de Chile, los indígenas se esforzaban por conseguir ropa y telas hispanas como trofeo de guerra y en los tratados con los españoles, e incluso los cadáveres eran vestidos con sus mejores prendas en sus sepelios.

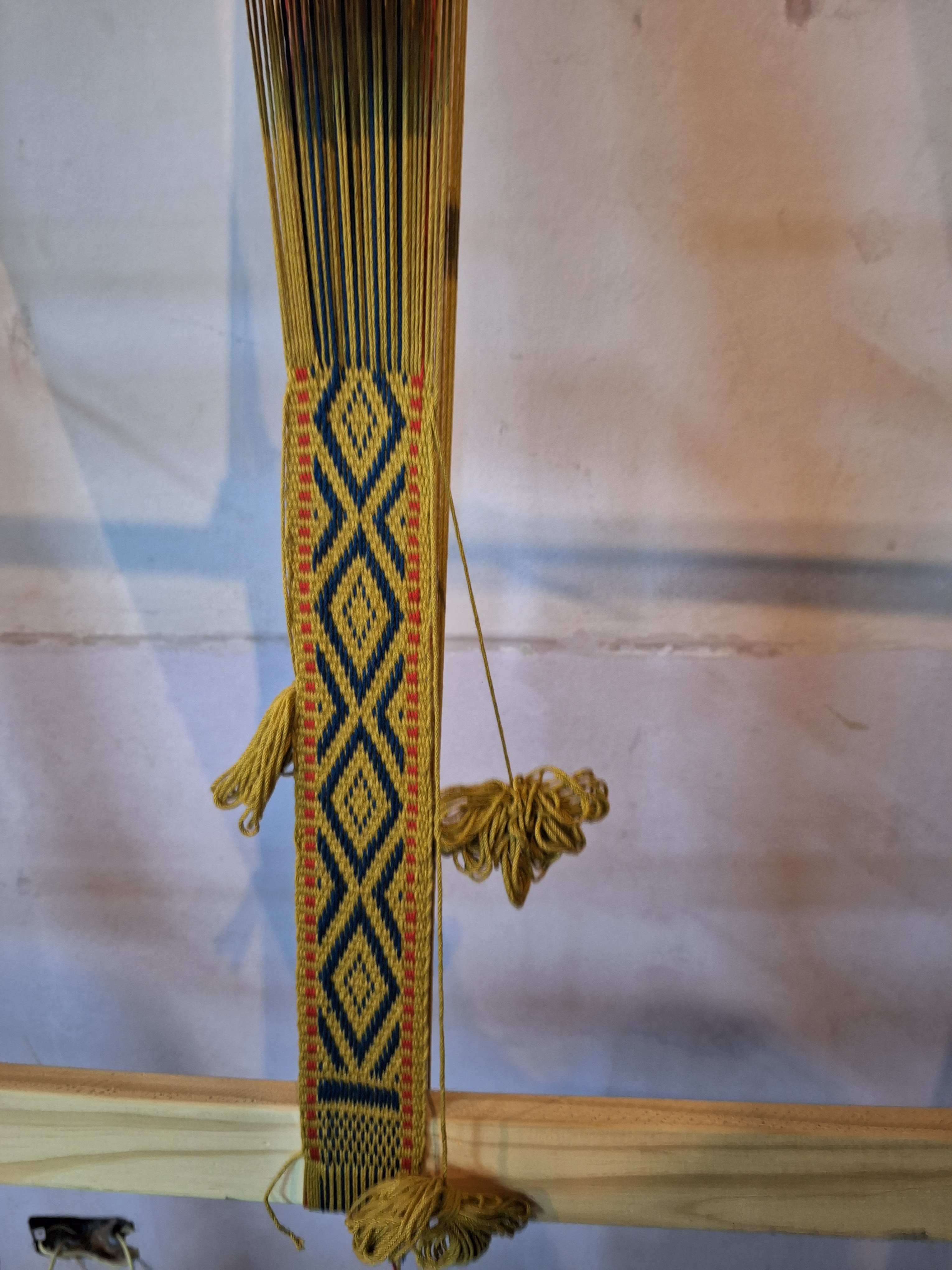
Tejido en telar mapuche.

Pero además, los tejidos constituían un excedente y un bien de cambio muy importante para los indígenas. Numerosos relatos a partir del siglo XVI evidencian que los tejidos eran destinados al trueque entre los diferentes grupos aborígenes y, a partir del establecimiento de las colonias, entre estos y los colonos. Estos trueques permitían obtener aquellos bienes que los indígenas no producían o que tenían en alto aprecio, como por ejemplo, los equinos. Los volúmenes de tejidos realizados por las mujeres aborígenes y comercializados en la Araucanía y en el norte de la Patagonia argentina eran realmente considerables y constituían un recurso económico fundamental para las familias indígenas. Por lo tanto resulta erróneo afirmar que la confección de tejidos en los tiempos previos a la colonización europea estaba destinada exclusivamente al uso de la familia o miembros de los grupos indígenas.
En el presente, los tejidos elaborados por los mapuches continúan destinándose para el uso doméstico así como también para regalo, venta o trueque. Aunque desde los inicios del siglo XX las mujeres y sus familias visten prendas con diseños foráneos y confeccionadas con materiales de origen industrial y solo los ponchos, las mantas, las fajas y los cintos son de uso asiduo. Gran parte de los tejidos realizados se destinan al comercio y en muchos casos constituyen una importante fuente de ingresos para las familias.

### Música

#### Música tradicional

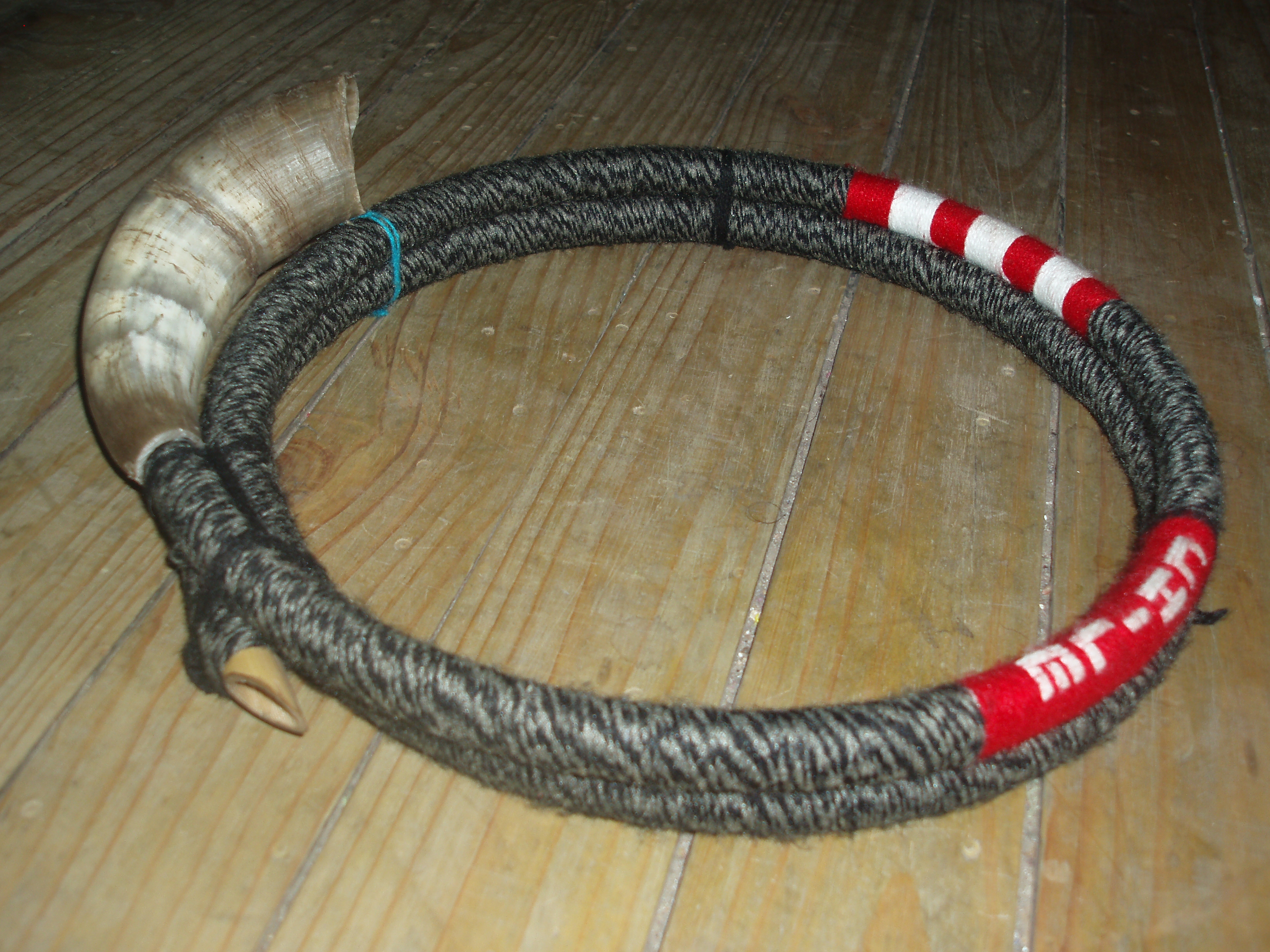
Trutruca, instrumento mapuche

Como tradicionalmente ocurre, la música popular o civil se pierde fácilmente con las modas o el tiempo sin dejar registros. No así con la música religiosa que es repetida ceremonialmente, como las cantadas en guillatún (por ejemplos las tayüḻfe, quienes acompañan al choyke con cantos en su danza), lo que es tomado como ejemplo de música tradicional mapuche. Sin embargo también existen composiciones amorosas, de borracheras, canciones acerca de los sucesos de la tierra natal y de personas importantes. Puede estar cantada a modo de monólogo o estar acompañada de algún instrumento musical ceremonial, haciendo de la música en si un cuerpo fusionado.
Se disponen de instrumentos de percusión como el cultrún, pero de uso exclusivamente ritual, y las cascahuillas, que son cascabeles atados a los nudillos. 
Instrumentos de vientos son la trutruca, una caña hueca de coligüe con un cuerno en su extremo, la pifilca un aerófono de la familia de las flautas, sin aeroducto, semejante a un silbato. 

Un instrumento original es el trompe, que usa la garganta y boca como caja de resonancia.

#### Música actual
Además se han incorporado otros instrumentos, como el acordeón y la trompeta en La Araucanía y la guitarra y el bombo en Los Lagos. Algunas cantantes destacadas de música mapuche son:
- Beatriz Pichimalén
- Aimé Paine

### Poesía contemporánea
El pueblo mapuche cuenta con una dilatada literatura oral, alentada por el tradicional aprecio de este pueblo por el uso estético del idioma y la capacidad oratoria como suprema destreza social. Las principales formas de relato son el epew y el nütram.
Durante la segunda mitad del siglo XX numerosos poetas mapuches decidieron cruzar la frontera entre oralidad y escritura. Muchos de ellos publican sus poemarios en ediciones bilingües, en castellano y mapudungun, pero el uso de la lengua vernácula y los tópicos literarios propios de la etnia, como las referencias al entorno natural, la simbología y la cosmovisión mapuche, son características centrales de la mayoría de estos autores.
- Lorenzo Aillapán (1940 - ): Poeta y músico que se declara üñümche, hombre pájaro, por su entendimiento del lenguaje de las aves. Ha trabajado circunstancialmente como actor.
- Elicura Chihuailaf (1952 - ): Uno de los más reconocidos poetas mapuches. En su obra destaca el uso de elementos de la simbología tradicional de la etnia, como el culto a los antepasados y el color azul. Ha traducido obras de Pablo Neruda y Víctor Jara al mapuzugun.
- Rosendo Huenumán García (1935 - ): Poeta y recopilador de poesía tradicional. Fue diputado por el Partido Comunista de Chile hasta 1973.[266]
- Jaime Luis Huenún (1967 - ): Poeta huilliche, que también ha editado antologías de otros autores mapuches.
- Leonel Lienlaf (1969 - ): Se declara abiertamente un poeta bilingüe. También es músico.
- Graciela Huinao (1956 - ): Poeta y narradora huilliche. Se convirtió en la primera mujer mapuche en publicar un libro.
- María Catrileo (1944 - ): Escritora y profesora de inglés, mapudungún y castellano en la Universidad Austral de Chile.

### El etnoturismo
En los años recientes, algunas comunidades mapuches han empezado a desarrollar programas de turismo, más específicamente de etnoturismo, denominados turismo mapuche. Este se desenvuelve en el ámbito de una nueva tendencia turística que se orienta hacia una forma más responsable.
El turismo, desde su nacimiento en la segunda mitad del 1900, en general ha creado laceraciones, modificado equilibrios de siglos o milenios, introducido conceptos de civilidad unidireccionales, borrado o relegado en un rincón tradiciones y usanzas locales, destruido ecosistemas naturales de cualquier tipo.
Últimamente la tendencia es a revertir esta situación, con formas alternativas de desarrollo turístico a partir del respeto hacia el recurso y las comunidades locales.
A partir de la realización de los daños implicados en el turismo masivo del sol y la playa, surgió la necesidad de crear una nueva forma de viajar y experimentar otros lugares. Una forma en la cual en vez de destruir, se puede proteger y fortalecer la cultura y el medioambiente del destino turístico. Se define este turismo responsable como un viaje que toma en consideración los contextos naturales, socioculturales, económicos y políticos de un destino, procurando aumentar los beneficios y minimizar los impactos negativos del turismo.
En este aspecto se desarrolla el etnoturismo realizado a través del ecoturismo en zonas habitadas por el pueblo mapuche. En él destaca como ejemplo el ecoturismo llevado a cabo por comunidades huilliches, con su participación en la creación de una red de parques silvestres en el Área marina y costera Lafken Mapu Lahual.
Al hacer eso, se crea un turismo verdaderamente sustentable. Esta idea se manifiesta en varias formas incluyendo turismo aventura, agroturismo, turismo rural, turismo ecológico, turismo científico, turismo histórico-cultural, y etnoturismo. Aunque cada uno tiene sus especificaciones, la idea en general es explorar la realidad que existe en los destinos. Particularmente, el etnoturismo tiene como metas la preservación de la identidad étnica y la valorización y la transmisión del patrimonio cultural.
En América Latina, la tendencia hacia un turismo responsable ha resultado en el desarrollo de programas y redes que desean proveer oportunidades tanto al nivel internacional como al nivel nacional. La iniciativa de Redturs, una red que tiene como meta la formación y fortalecimiento de programas de turismo comunitario, representa un esfuerzo del nivel internacional. 
Los países como Perú, Bolivia, México y Nicaragua tienen adentro ejemplos muy desarrollados a nivel nacional. De hecho, en comparación con otros países latinoamericanos, Chile está todavía al principio de este proceso. No obstante, sigue en crecimiento rápido, gracias en parte a los mapuches —un pueblo que sí tiene una valorización de sus raíces y quiere compartirla con el mundo—. Dando cuenta de que es fundamental usar las herramientas que tienen, algunos grupos, comunidades e individuos mapuches se han dirigido a programas de turismo mapuche para compartir con el mundo su cultura.

### Deportes y juegos
Han practicado juegos y ejercicios como el linao, el palín, el pillmatún, el longkotun, el trümün, los saltos y las prácticas de combate con armas. Los participantes llevan el trarilonco (cintillo) con un color distintivo para diferenciar los equipos. Entre los juegos tradicionales se encuentran el awar kuden, el quechucán y una variante del tejo, entre otros. En Chile, son promovidos por el Instituto Nacional de Deportes, asesorado por la Corporación Nacional de Desarrollo Indígena. Su principal estadio es el campo deportivo Ñielol en Temuco.
En fútbol, es representado por la selección mapuche de La Araucanía y por la selección huilliche de Chiloé. Entre los clubes profesionales que toman nombres de figuras mapuches se encuentran Club Social y Deportivo Colo-Colo —el «equipo más popular y laureado de Chile»— y Lautaro de Buin.

## Gastronomía
Antes de la Conquista de Chile, los mapuches eran un pueblo semisedentario, que practicaba la agricultura de roza y quema y complementaban su dieta con la caza, la pesca y la recolección. Principalmente cultivaban maíz (üwa), papas (poñü), porotos (dengüll), quínoa (dawe), zapallos (pengka) o ají (trapi), además de usar cereales nativos como el mango (mangu), el huequén (wekeñ), la teca (trüka) y el lanco (langko), con los que podía hacerse harina (rüngo) y harina tostada (mürke). El aceite se elaboraba de las semillas de madi. Los animales domésticos comestibles eran un tipo de llama (weke) llamado por españoles "chilihueque" o "carnero de la tierra" y la gallina mapuche, de la cual hay controversia sobre su posible origen precolombino.
Con los granos fermentados de cereales se preparaba muday y con diferentes frutos silvestres se preparaba otras clases de chicha. 
Con sal molida con ají ahumado podía elaborarse el aliño conocido como merkén (medkeñ).